# Édouard Marie Heckel
Pour les articles homonymes, voir Heckel et Haeckel.
Édouard Marie Heckel (1843-1916) est un pharmacien, médecin et botaniste français, né le 24 mars 1843 à Toulon et mort le 20 janvier 1916 à Marseille.
Il dédie l'essentiel de sa vie à l'étude des plantes des colonies françaises, mettant l'accent autant sur l'aspect économique que celui médical. Net adhérent aux idées de ce qui a été appelé le parti colonial et partisan de l'idéologie coloniale française de son temps, il est le créateur du jardin botanique du parc Borély (qui porte son nom), du musée colonial de Marseille (premier musée purement colonial français, dont l'exemple est bientôt suivi ailleurs en France et à l'étranger) et de l'institut colonial de Marseille associé au musée. Il est aussi un précurseur de l'enseignement colonial en France avec la création de 11 chaires d'enseignement supérieur spécialisées dans ce domaine et est le principal promoteur de la grande exposition coloniale de Marseille de 1906, point d'orgue de son œuvre qui lui vaut le rang de commandeur de la Légion d'honneur.
Ses très nombreux contacts — un siècle plus tard il est encore question du « réseau Heckel » — lui permettent aussi de faire introduire un grand nombre de plantes utiles hors de leur zone d'origine. On note entre autres à son actif l'introduction du cola aux Antilles via la Martinique et son adoption par la pharmacopée française ; l'adoption de plusieurs matières grasses africaines dans l'industrie française ; le développement de l'huile de karité et l'introduction de cette graine dans la composition des chocolats ; et quantité d'autres produits végétaux originaires des tropiques. 

D'autres travaux moins connus sont également à son crédit, comme la cure du rouge de la morue pourtant souvent attribuée à Calmette.

## Famille
Il est d'origine alsacienne : son grand-père paternel est fermier à Riedseltz dans le Bas-Rhin, près de Wissembourg. Son père, Joseph, est capitaine au 3e régiment d'infanterie de marine et médecin. Sa mère est Marguerite Élise Breillot,.

### Mariage et enfant
Edouard Heckel épouse Marie Rosalie Raboisson en 1871. Ils ont deux enfants, un fils et une fille.
Leur fils, Francis Marie Heckel (31 août 1872, Nantes (Loire Atlantique) - 17 juillet 1961, Paris 16e)), qui obtient son doctorat en médecine en 1897 avec une thèse reprenant et poursuivant les recherches de son père sur les propriétés antiseptiques du sulfibenzoate de soude (publiées en 1887). Domicilié au 17 rue Racine à Paris (6e arrondissement), Francis Marie épouse Georgette Michel Lévy (° 21 mai 1876, Boulogne (Seine)) le 16 juin 1899 à la mairie du 8e arrondissement de Paris. Georgette a pour parents Georges Lévy et Jenny Hélène Brag ; elle est une enfant posthume : son père est décédé le 28 décembre 1875 à Paris. Francis et Georgette divorcent le 28 avril 1942. Francis se remarie le 15 juillet 1947 avec Andrée Emma Jullian, à Paris 16e arrondissement. Il a collaboré avec Émile Roux de l'Institut Pasteur.

## Biographie
Il naît le 24 mars 1843 à Toulon et meurt le 20 janvier 1916 à Marseille.
Sa mère meurt lorsqu'il a un an, alors que son père est en garnison au Sénégal. Il est placé en nourrice à Carnoules dans le Var. Son intelligence et son assiduité au travail le font remarquer du curé et du pharmacien, qui lui donnent sa première instruction. Il obtient une bourse au lycée de Toulon, où il passe les baccalauréats ès lettres et ès sciences.

### Études et voyages
Il entre en 1859 (à 16 ans) comme étudiant en pharmacie à l'école de médecine navale de Toulon. Il passe le concours de pharmacien aide-major de 2e classe en 1861, date à partir laquelle il sert dans cette fonction dans la Marine — il n'a que 18 ans mais à l'époque les officiers du Service de Santé sont rares, et il peut ainsi financer de longues années d'études. Affecté aux Antilles sur le navire hôpital Cérès, il fait face à une grosse épidémie de variole à la Martinique. Puis des prisonniers malades venus du Mexique amènent la fièvre jaune ; il est contaminé et est un des rares survivants. Il étudie la flore tropicale du jardin botanique de Saint-Pierre de la Martinique. Puis il est nommé en Nouvelle-Calédonie (à l'est de l'Australie) et en profite pour visiter l'Australie, l'Indochine, l'Indonésie, les îles de la Sonde, Java, Ceylan. Pendant son séjour à Nouméa (Nouvelle-Calédonie), il expérimente entre autres les qualités vulnéraires de la résine de Tamanou ; il note des observations météorologiques qui sont réutilisées plus tard dans le Dictionnaire encyclopédique des sciences médicales. Lors de ces voyages il est aussi en contact avec des Anglais et apprend leur langue.
Il revient en France en 1867 et passe le concours de pharmacien aide-major de 1re classe,. Il est nommé chef de service en Nouvelle-Calédonie, où il prépare aussi un doctorat en médecine. Dans le même temps, Il prépare une licence puis un doctorat en sciences naturelles. Pendant cette période il visite encore l'Australie, l'île de Timor, l'Indonésie, l'Égypte et d'autres pays, collectant toutes sortes de produits et matériaux — avec un accent sur leur utilité ; quelque 25 ans plus tard, ces matériaux formeront le premier fonds du musée colonial de Marseille.
Il obtient son doctorat en médecine à Montpellier (où il a Jules Émile Planchon comme professeur) en 1870, avec une thèse sur une plante médicinale nouvelle. A peine de retour à Marseille, la guerre de 1870 éclate ; il y prend part comme médecin. Après la guerre, il demande un « congé de 3 ans pour entreprendre une carrière civile ». En fait c'est aussi un congé médical ; il a des problèmes de santé communs à beaucoup de physiciens de la Marine : périodes d'anémie, fièvres intermittentes, bronchite chronique et sciatique. Il se marie en 1871 et démissionne de la Marine en 1874.
Il passe son agrégation en pharmacie en 1973 (un an avant son doctorat en sciences naturelles) à Montpellier.
Il obtient son doctorat en sciences naturelles à Montpellier en 1874, avec deux thèses,,,.

### Enseignement
Avant de commencer sa carrière d'enseignement, il est pharmacien en chef des hôpitaux à Montpellier de juillet 1871 au 30 avril 1876 (hôpital Saint-Éloi en 1875). Il est président de la Société des pharmaciens de l'Hérault au plus tard en 1874.
Nancy et Grenoble
La date de son arrivée à Nancy n'est pas claire. Deux arrêtés, tous deux datés 11 mars 1873, le nomment, 1) pour l'un, « provisoirement et jusqu'à la fin de la présente année scolaire des fonctions d'agrégé à l'École supérieure de pharmacie de Nancy (emploi vacant) » (sans citer la discipline concernée, mais c'est vraisemblablement soit celle des sciences naturelles soit la botanique et probablement pas celle de pharmacie qui est attribuée à Charles Ernest Schmitt) ; et 2) pour l'autre, agrégé provisoire à l'École de Montpellier,.
La situation de la faculté de pharmacie de Nancy est extrêmement confuse, essentiellement à cause du transfert de l'école de pharmacie de Strasbourg à Nancy en 1872. Les détails des événements ne sont pas encore totalement éclaircis à ce jour (2023), mais les différents indices donnent à penser que Heckel n'est pas venu à Nancy avant fin 1875 :
un autre arrêté ministériel, du 30 septembre 1875, le nomme chargé de cours d'histoire naturelle à l'École supérieure de pharmacie de Nancy. Prévenu trop tard, il ne commence à exercer qu'en décembre 1875. Il est nommé professeur de ce cours le 29 juillet 1876, mais n'exerce que jusqu'au 1er novembre 1876 : il quitte alors Nancy pour rejoindre la Faculté des sciences de Grenoble où il est le premier professeur à occuper la chaire de botanique créée en 1875.
Son court passage à Nancy (décembre 1875-novembre 1876) est cependant marqué par la publication de 12 mémoires, sous son nom seul ou en collaboration principalement avec Frédéric Charles Schlagdenhauffen (voir plus bas la section « #Longue collaboration avec Schlagdenhauffen ») mais aussi avec Albin Haller (pour une publication sur la Potalia amara).
Il n'a pas plus envie de rester à Grenoble qu'à Nancy : il veut revenir à Marseille et se contenterait de la place vacante à l'école de médecine, à défaut de pouvoir rejoindre la faculté des sciences. Entre le 25 mars 1876 et le 15 janvier 1878, il écrit pas moins de six lettres dans ce sens à Oscar de Watteville du Grabe, ancien directeur des Sciences et lettres au ministère de l'Instruction publique. On lit par exemple dans celle datée du 7 avril 1777 : « j'accepterai volontiers la chaire de l'École de Médecine. S'il vous plait d'en dire un mot à Monsieur Du Mesnil, vous m'auriez profondément obligé. ». Armand du Mesnil est alors directeur de l'enseignement supérieur au ministère de l'instruction publique. Et comme le baron de Watteville est grand collectionneur de pipes, Heckel lui fait sa cour en l'approvisionnant du mieux qu'il peut avec des pipes originales voire remarquables : des pipes maures (calumets) en os de mouton venant de l'intérieur du Sénégal que lui envoie un médecin de la marine, la pipe du roi du Dahomey (sur les bords de l'Ougué, Gabon) confisquée à ce dernier lorsqu'il est fait prisonnier par les français… 

Ce qui ne tarde pas à produire l'effet voulu.
Marseille
Il quitte Grenoble en 1877 pour s'établir définitivement à Marseille : le 3 novembre 1877 il est nommé pour remplacer Alphonse Derbès, qui part en retraite, à la chaire de botanique générale de la Faculté des sciences de Marseille. En 1880 il prend également le poste de professeur de matière médicale, puis d'histoire naturelle, à l'École de plein exercice de médecine et de pharmacie,, jusqu'à sa retraite en novembre 1913. Il en garde le titre de professeur honoraire.
Noter que Heckel est déjà président de la Société des pharmaciens de l'Hérault au plus tard en 1874, et qu'il représente l'Hérault au Congrès pharmaceutique de Clermont-Ferrand du 17 au 19 août 1876, ce bien qu'il soit cité dans le même article comme étant professeur à Nancy. Il est vrai qu'en août il n'y a pas de cours ; mais ceci démontre bien que l'éloignement ne l'empêche pas de garder des attaches solides dans l'Hérault et surtout qu'il a déjà l'intention de s'y fixer.

### Ses activités à Marseille
Il est élu le 20 juin 1878 comme membre de l'Académie des sciences, lettres et arts de Marseille, au fauteuil no 7 où il prend la succession de Pierre Bertrand Marie Reynès,.
Alors qu'il est directeur du musée d'histoire naturelle de Marseille, Heckel demande dès 1878 la création d'une publication régulière aux frais de la ville : les Annales du Musée d'histoire naturelle de Marseille. Il démissionne de ce poste en 1879 ou 1880 et Antoine-Fortuné Marion, qui l'y remplace en 1880, obtient la fondation de ce périodique.
Heckel (de même que Schlagdenhauffen) fait partie du comité de rédaction de la revue Les Nouveaux remèdes, créée en 1885.
En 1885, à la suite du décès de Joseph Duval-Jouve l'Académie des sciences élit un correspondant pour sa section de botanique. Sur 45 voix, Grand'Eury en obtint 42 et Heckel 3 seulement. Il a cependant deux belles consolations cette même année avec d'une part le prix Barbier de la même académie, décerné à une série de mémoires (mémoire co-écrit avec Schlaffenhausen sur le doundaké,…) et d'autre part une médaille d'argent à l'Exposition d'Anvers (voir la section « Distinctions »).
Il est conseiller municipal à Marseille de 1884 à 1886, membre du Conseil d'Hygiène et un administrateur des hospices de Marseille.

### Les colonies: musée, exposition et institut
À l'époque, la France possède un grand empire colonial qui contribue pour une large part aux activités portuaires de la ville. En parallèle à ce développement économique, Heckel veut faire de Marseille une grande ville universitaire associée au développement colonial et ajouter ainsi un dimension à l'appellation de « métropole des colonies françaises ». Il a des idées bien arrêtées sur les directions à donner l'agriculture et l'industrie des colonies et affirme lui-même être de ces « coloniaux convaincus et militants, aux propagateurs de l'idée et de l'enseignement colonial (en France) ».
Juhé-Beaulaton & Laine disent de lui : « C'est une personnalité et un exemple caractéristique des savants qui ont constitué des « lobbies » en faveur de la conquête coloniale et se sont engouffrés — à la fois serviteurs et promoteurs — dans l'idéologie de la « mission civilisatrice » du dernier tiers du XIXe siècle. Dans ses propos, l'engouement pour les ressources potentielles du monde colonial se combine avec la dépréciation des savoirs qui les accompagnent… » et de citer en exemple ses mots suivants : « on en a été réduit à accepter sans contrôle, en ce qui concerne leurs vertus médicinales, la légende des populations primitives appelées les premières à les utiliser dans leurs lieux d'origine ». Son discours de 1904 à distribution des prix de la Faculté marseillaise libre de Droit est clair : « une race plus civilisée doit imposer par protection ou par annexion, aux collectivités humaines inférieures, les bienfaits de son développement dans le but de précipiter en elles une marche progressive vers le bien-être ou vers une meilleure condition sociale et économique » … La colonisation « est l'instruction des races inférieures ou des peuples moins évolués rendue obligaloire comme l'est dans les États bien policés celle des individus ».
Il est souvent décrit comme « le précurseur » de l'enseignement sur les colonies. C'est incontestablement vrai pour ce qui concerne Marseille, même s'il n'est pas le premier à en avoir eu l'idée : Gaston Vasseur, professeur de geologie à la faculté des sciences, l'a devancé là-dessus. Mais c'est Heckel qui fait se concrétiser l'idée, et l'exemple est suivi par Bordeaux, Lyon, Nantes, Nancy et Paris. Du point de vue national, il est une part de la toute première vague de ce mouvement que vivent les métropoles de province. Porté par les Républicains modérés d'Alexandre Ribot qui viennent d'évincer les Boulangistes, le « Parti colonial » a le vent en poupe à partir de 1890 : une année qui voit le Toast d'Alger par le cardinal Lavigerie et la fondation du Comité de l'Afrique française, suivis en 1892 par la création par Eugène Étienne du « Groupe colonial » de la Chambre, puis celle de l'Union coloniale française (UCF) en juin 1893. Dans ce mouvement colonial, Heckel a cependant une part suffisamment importante pour que plus de 100 ans après la création de son musée et de son institut colonial, certains parlent encore du « réseau Heckel » — réseau qui s'étend sur toutes les colonies françaises. Il semble qu'aucune colonie de l'époque n'ait manqué de recevoir plusieurs espèces végétales par son intermédiaire, et réciproquement il a acclimaté en France un grand nombre d'espèces qui ne s'y trouvaient pas avant son intervention. Par exemple il contribue notablement à l'ouverture des premières plantations d'hévéa au Vietnam, mises en place par Alexandre Yersin ; c'est sur son initiative que le cola est répandu en Martinique, Guadeloupe et autres contrées (voir la section « Les kolas ») ; à la Réunion il fait introduire de nombreux végétaux dont l'Araucaria bidwillii (australien), le Coca (Eryiroxylon-Coca), le Kolatier (Sterculia acuminata), le Kinkélibali (Combretum Raimbaultii)… et bien d'autres exemples similaires.
Il fait aussi usage fréquent des enquêtes réalisées par le biais de ses relations dans l'administration, demandant à des fonctionnaires de diffuser des questionnaires à tous leurs agents sur place, couvrant parfois ainsi de vastes régions comme dans le cas de ses recherches sur le Dadi-go allant de l'île Sherbro (Sierra Léone) à Saint-Louis (Sénégal) soit environ 1 200 km de distance. Il en reçoit non seulement une somme considérable d'informations (habitat, fréquence, noms locaux, morphologie, [usages thérapeutiques ou autres, etc) mais aussi de nombreux spécimens variés.
En 1902, il est nommé par décret décret membre du conseil technique de l'agriculture coloniale.
Il dirige la publication d'une collection appelée « Produits naturels des colonies et cultures tropicales » (Paris, Challamel) qui reprend des travaux publiés d'abord dans les Annales de l'Institut colonial de Marseille. On y trouve par exemple 
Les Plantes à caoutchouc et à gutta. Exploitation, culture et commerce dans les pays chauds par Henri Jumelle, (Annales, 1898), complétée et mise à jour pour l'occasion (542 pages avec de nombreuses figures dans le texte, 1903) ; ou encore 
Les soies dans l'Extrême Orient et dans les colonies françaises par Hubert Jacob de Cordemoy,, Gommes, Résines d'origine exotique et végétaux qui les produisent, particulièrement dans les colonies françaises aussi par H. Jacob De Cordemoy,
L'or dans les colonies françaises : Historique; gisements, procédés d'extraction; commerce par Louis Laurent (Protat frères, 1902, 118 p.)…

#### Jardin botanique, jardin colonial
En 1880, il crée le jardin botanique Édouard-Marie-Heckel du parc Borély à Marseille — plus exactement il le recrée après sa disparition en 1856 lors de travaux de la ligne de chemin de fer Marseille-Toulon — et le dirige jusqu'en 1916. Avant 1900, ce jardin botanique est assorti d'un bâtiment abritant un laboratoire de micrographie avec une petite bibliothèque botanique coloniale et une salle de recherches chimiques qui complète les recherches commencées au laboratoire du musée colonial. Les serres du jardin botanique sont agrandies en 1898 ou peu après.
Heckel le dit lui-même : c'est un « jardin colonial », dont le but est d'expérimenter sur les plantes exotiques en général et celles provenant des colonies en particulier.

#### Missions scientifiques
Avant 1893, il obtient d'Étienne, député (1881-1919), sous-secrétaire d'État aux Colonies (7 juin-12 décembre 1887 puis 14 mars 1889-27 février 1892) et figure de proue du parti colonial, le financement de missions scientifiques chargées d'étudier les colonies françaises et de collecter des matériaux à des fins scientifiques et industrielles ; notamment celles de André Rançon en Haute-Gambie et du pharmacien Emmanuel Geoffroy en Guyane française,. Il œuvre de même pour la création de laboratoires botaniques dans les colonies, à l'instar de celui créé par la Hollande à Java (laboratoire de Buitenzorg), notamment en publiant un appel dans ce sens dans la revue Politique coloniale le 21 décembre 1893.
Heckel est l'un des quatre personnages-clés cités par Osborne (2014) pour ce qui concerne la médecine coloniale en particulier et le mouvement colonialiste en général à Marseille ; les trois autres sont le pathologiste and spécialiste de la fièvre jaune Évariste Bertulus, le politicien et hommes d'affaires Jules Charles-Roux et le physicien créole Albert Clarac. Les idées de Bertulus et les recherches de Heckel sur le kola illustrent la façon dont les intérêts de la médecine navale se combinent avec les intérêts civils.

« Grâce à vous, nos produits exotiques sont maintenant méthodiquement étudiés. Notre commerce et notre industrie peuvent trouver dans vos études un guide sûr et infaillible. Vous avez puissamment contribué à mettre en valeur l'immense empire colonial… »

— André Rançon

#### Musée colonial et Institut colonial
Outre la promotion de missions scientifiques, Heckel obtient aussi de Jamais (successeur d'Étienne au sous-secrétariat des Colonies 1892-1893) et du ministre de l'Instruction publique, la décision de créer un musée colonial et un institut de recherches colonial à Marseille. En réalité les deux vont se confondre l'un à l’autre pendant au moins 10 ans, à tel point que même la première revue reflète cette fusion (voir ci-dessous la section « Revue de l'Institut colonial »).

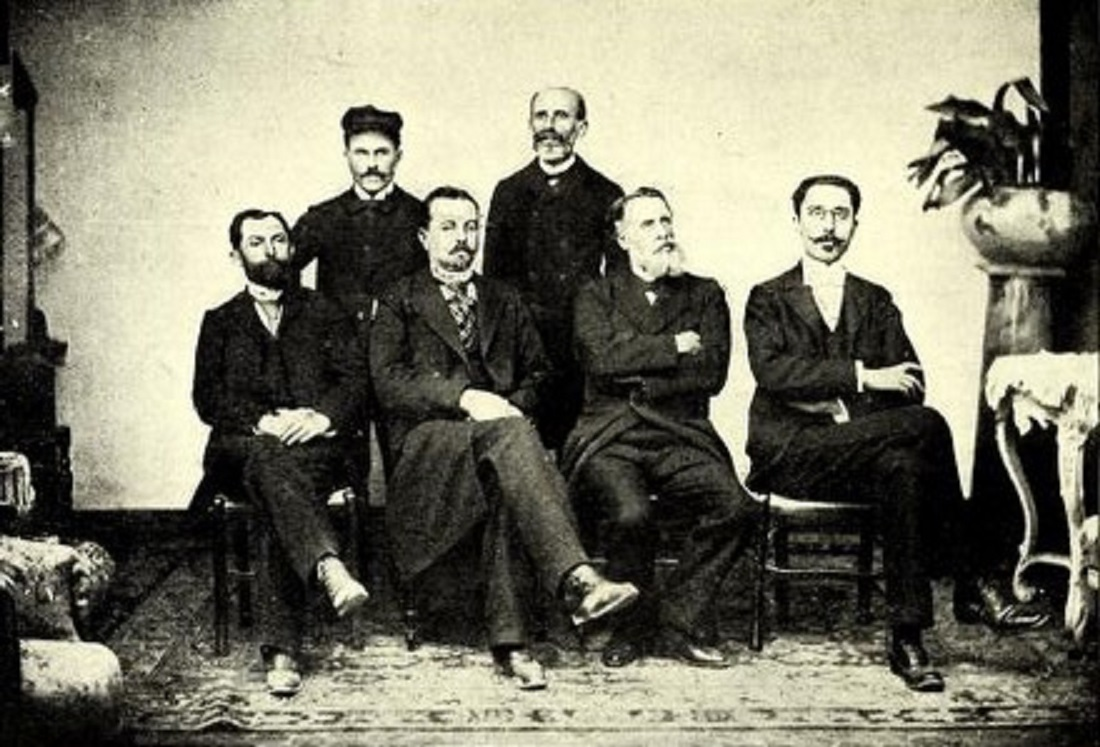
Personnel du laboratoire du musée-institut colonial de Marseille- 1900. De gauche à droite : Hubert Jacob de Cordemoy (professeur) ; Jalabert (garçon de laboratoire) ; Henri Jumelle (professeur) ; Philippe Eberlin (conservateur) ; Édouard Heckel (fondateur-directeur) ; Louis Laurent (professeur).

Vers la fin 1893, il crée sur le type du musée colonial de Haarlem, qu'il est allé visiter, un musée colonial à Marseille 
— le premier musée purement colonial en France —, "inauguré" en février 1896 par le ministre du commerce. Heckel en est le premier directeur. Dès ses débuts, ce musée joue un rôle important à Marseille : bien qu'il ne s'occupe pas de questions à proprement parler commerciales, ses échantillons servent de types dans l'arbitrage des litiges devant le tribunal de commerce ou d'autres instances. De plus, la Douane se sert journellement de ses collections pour l'assise des droits fiscaux sur les matières nouvelles. La chambre de commerce transmet aussi au musée toutes les demandes qu'elle reçoit des chambres des colonies ou de l'étranger pour ce qui concerne les produits coloniaux commerciaux, leur valeur vénale, leur potentiel de vente, etc. De quoi bien occuper Heckel et ses quatre collaborateurs bénévoles du musée. Chaque année, une exposition dédiée à un produit colonial est organisée.
Dans ce sens, il est possible de dire que l'institut colonial de Marseille existe officieusement depuis la création du musée, puisque ce dernier remplit le rôle de l'institut. Le conseil municipal vote le 28 juin 1898 un crédit de 450 000 francs pour la construction d'un musée-institut colonial, et un autre crédit pour une grande serre réservée aux cultures coloniales à construire dans le parc Borély. Mais les crédits en question concernent le musée : à cette date il n'y a pas encore d'institut officiel.
Dans l'ambiance colonialisante de cette décennie, son musée gagne vite une excellente réputation. Henri Douxami vient de Lyon le visiter et s'en inspirer pour une création similaire à Lyon, il en admire la richesse de ses collections ; le musée est imité jusqu'en Allemagne.
L'institut colonial est officiellement fondé dans la foulée de l'exposition de 1906 par la Chambre de commerce de Marseille, dans la rue de Noailles. Il abrite les cours sur les colonies, la Société de géographie et la bibliothèque de cette dernière ouverte gratuitement au public.
Par ailleurs, la Ville acquiert les terrains qui ont hébergé l'exposition : c'est la naissance du parc Chanot, avec des annexes de l'Institut et du musée colonial (laboratoires, jardin botanique).
Après la mort de Heckel, le musée est réclamé par l'université et transporté à la faculté des sciences. L'institut colonial reprend les locaux libérés dans le parc Chanot après l'exposition de 1922 et établit des musées dans le pavillon de l'Algérie (construit par l'architecte Jacques Guiauchain à l'occasion de l'exposition coloniale de 1922).

#### Revue de l'Institut colonial
Dans la foulée de la création du musée colonial, il crée en 1893, la revue associée : Annales du Musée Colonial de Marseille. Mais la fusion musée / institut est telle que le premier tome est appelé « Annales de l'Institut botanico-géologique colonial de Marseille ». Sa parution dure une soixantaine d'années. Le Conseil général des Bouches-du-Rhône donne une subvention de 750 francs pour le musée-institut, dont 500 francs pour la publication de la revue ; en 1900, l'Association française pour l'avancement des sciences lui attribue une subvention de 350 francs « pour aider à la publication des travaux de l'Institut colonial ». Toutefois la revue ne tire qu'à 300 exemplaires, qui coûtent 3 000 à 3 500 francs, et elle est peu vendue ; ce qui limite les possibilités du musée pour renouveler ses échantillons.

#### Chaires de savoirs tropicaux
Dès 1893, la Chambre de commerce finance des cours publics sur des aspects coloniaux. Appuyé par Jules Charles-Roux, qu'il a connu sur les bancs de la faculté des sciences, Heckel œuvre pour aboutir à la création en 1898 de six chaires sur les produits coloniaux, avec le financement de la chambre de commerce et d'industrie de Marseille. Ce sont :
- Histoire des produits végétaux coloniaux ;
- Histoire des produits animaux coloniaux (prof. Hubert Jacob de Cordemoy[93]) ;
- Histoire des produits minéraux coloniaux et géographie physique appliquée à l'agriculture coloniale ;
- Hygiène coloniale ;
- Histoire et géographie coloniales ;
- Droit et économie des colonies[94].

Les cours sont délivrés par des professeurs de la faculté de sciences, lettres et droit.

Puis en 1899 cinq autres chaires sont créées, annexées à l'École de médecine et subventionnées par la Ville à hauteur de 10 000 francs annuels (frais de cours en plus) et par la Chambre de commerce pour 2 000 francs par professeur plus les frais de cours : 
- Pathologie exotique et bactériologie ;
- Clinique exotique ;
- Histoire naturelle et parasitologie exotiques ;
- Hygiène, climatologie et épidémiologie coloniales ; et
- Matières médicales et bromatologie exotiques.

Chaque chaire donne une leçon par semaine. Une de ces chaires est confiée à Henri Jumelle.
Heckel fait là encore œuvre de précurseur, comme initiateur de l'enseignement colonial en France ; l'exemple donné à Marseille est suivi à Bordeaux, Lyon, Nantes, Nancy et Paris,.

#### Exposition d'Hanoï
Paul Doumer, gouverneur général de l'Indochine, est le principal initiateur de cette exposition (en) (novembre 1902- février 1903). Elle ne pouvait laisser Heckel indifférent, et il sollicite que l'Institut colonial de Marseille y soit présent. À la suite de quoi il est nommé membre du comité d'organisation métropolitain présidé par Auricoste, directeur de l'Office colonial à Paris. Puis il est désigné pour représenter son Institut à Hanoï dans le jury des récompenses ; c'est vraisemblablement avec quelque regret qu'il doit, à cause de ses responsabilités de directeur de l'enseignement colonial à Marseille, déléguer cette place à Gaffarel, autre colonialiste convaincu, qui, une fois sur place, est élu vice-président du jury des récompenses.

#### Exposition coloniale de 1906
Pour un article plus général, voir Exposition coloniale de Marseille (1906).
Un très grand nombre de personnes ont concouru au succès de cette exposition, mais elle prend son origine dans la vision de Heckel, que Jumelle qualifie d'« incontestable promoteur » de cette manifestation. Dès 1901, il lance dans la presse et les milieux coloniaux l'idée d'une première exposition française exclusivement consacrée aux colonies. Le 23 septembre 1902, il présente son projet au Conseil municipal de Marseille,. Le 1er mars 1904 un décret présidentiel (une première pour une exposition hors Paris) désigne son ami Jules Charles-Roux comme commissaire général et Heckel commissaire général-adjoint. L'exposition, qui se tient à l'emplacement du futur parc Chanot à Marseille, a un grand succès dès son ouverture le 14 avril 1906 jusqu'à sa fermeture le 18 novembre 1906. Elle est aussi l'occasion de plusieurs congrès, dont un Congrès colonial national (5-9 septembre 1906) présidé lui aussi par Charles-Roux et dont Heckel est commissaire général adjoint et l'un des nombreux vices-présidents,. Un autre congrès, celui de l'Alliance française et des Sociétés de géographie (auquel se joint le congrès des explorateurs polaires), du 10-15 septembre 1906, est l'occasion pour Heckel et Gaffarel de proposer que « l'enseignement colonial en France soit donné d'après des programmes logiques et rationnels et que les contributions financières relatives à cet enseignement ne soient plus disséminées ».
À la suite de cette première exposition coloniale, son comité directeur loue un hôtel rue Noailles pour y rassembler les diverses institutions marseillaises consacrées à l'expansion extérieure et coloniale de la France : c'est la création de l'Institut colonial de Marseille.
Pour remercier Heckel de son rôle dans le succès de l'exposition, une plaquette en métal (dimensions 47,4 x 64 mm) financée par plus de 700 souscripteurs est commandée au graveur marseillais Gustave Martin, et lui est offerte en 1907 lors d'une cérémonie à la faculté des sciences de Marseille.

Plaquette gravée offerte en 1907 pour l'exposition coloniale de 1906
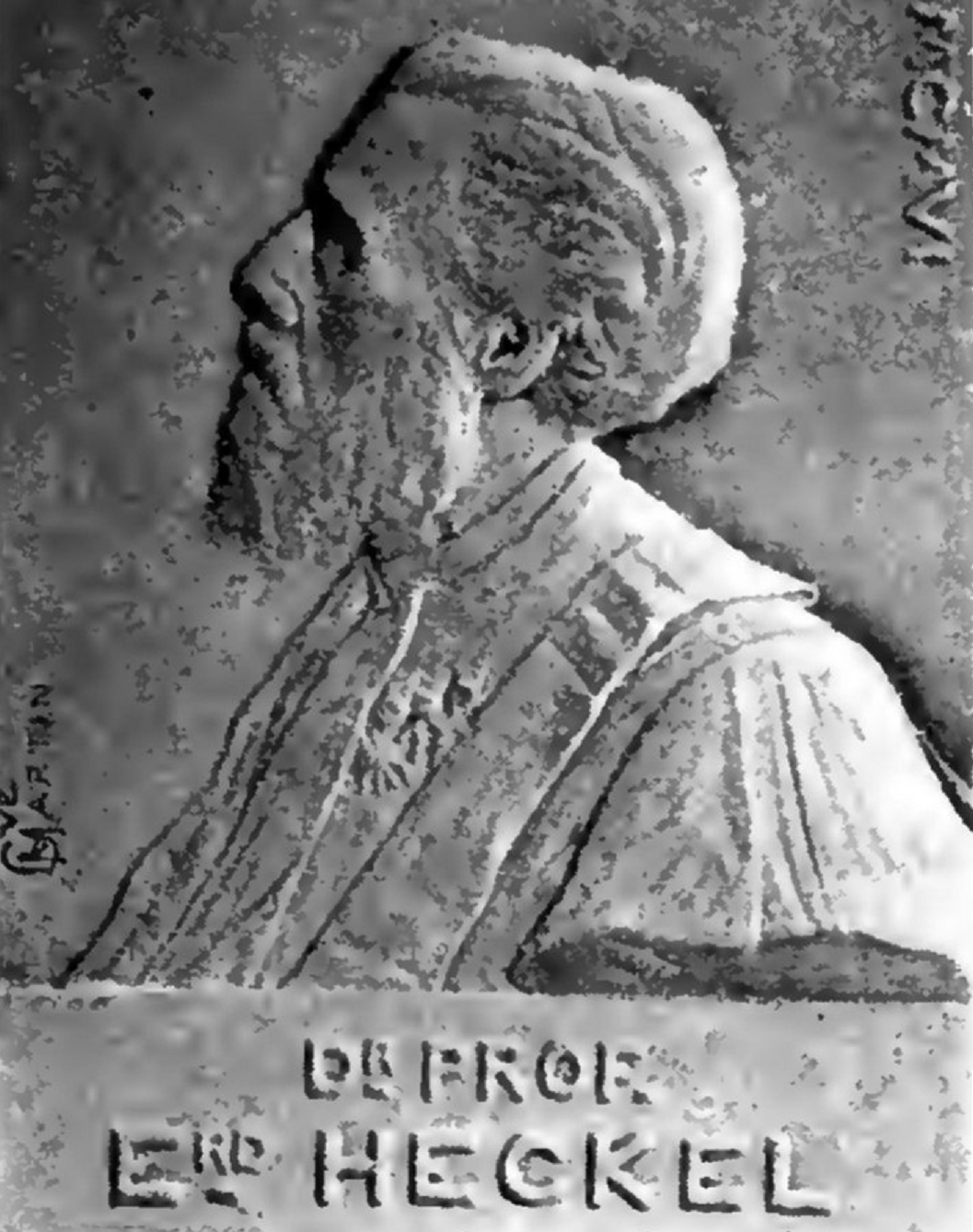
Endroit
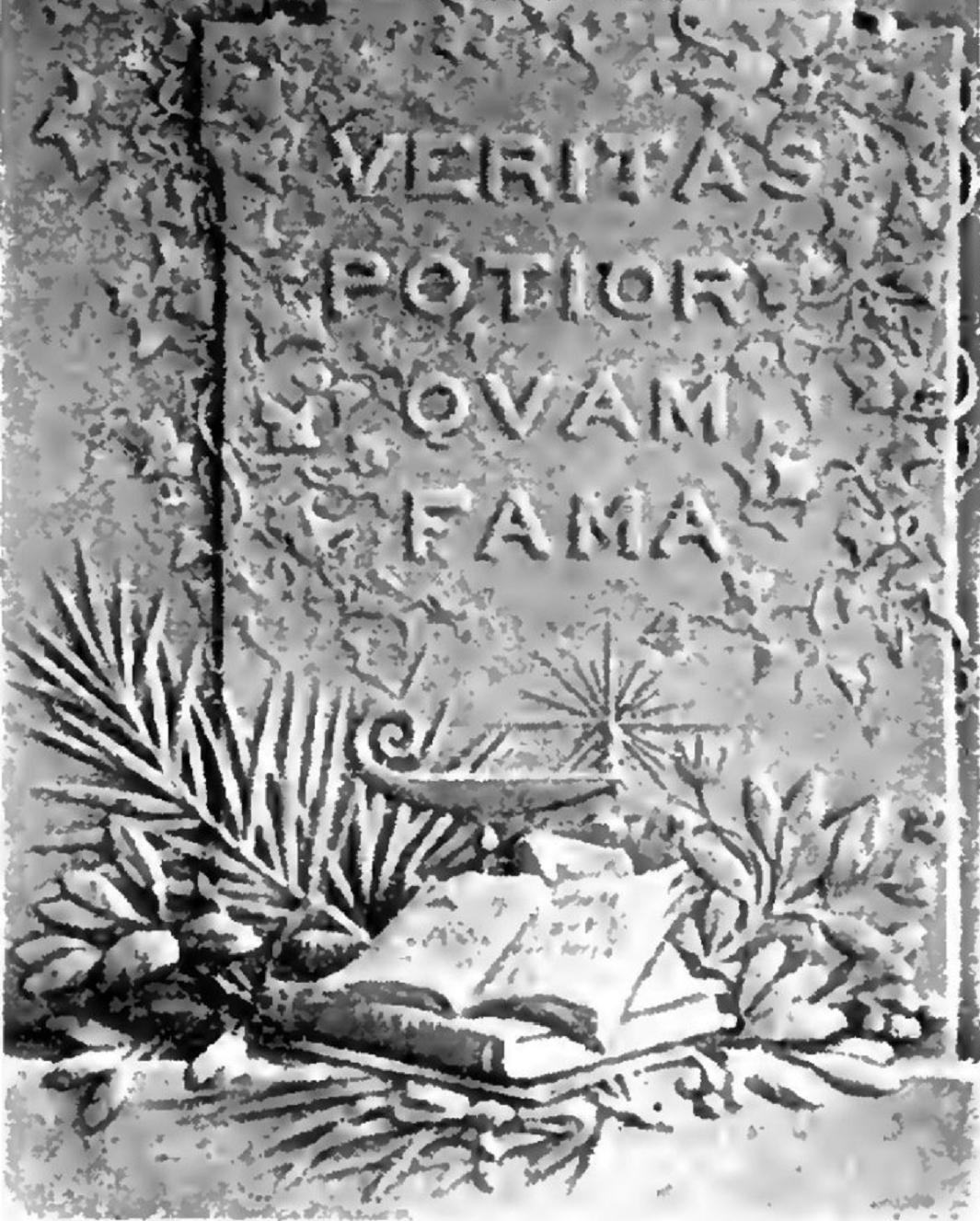
Revers

### Travaux scientifiques

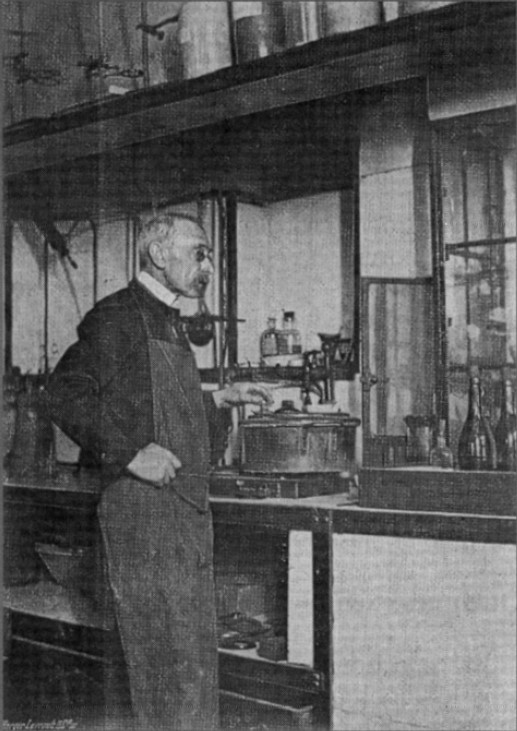
Fr. Ch. Schlagdenhauffen, 1890

L'oeuvre de Heckel est essentiellement coloniale et particulièrement tournée vers le côté utile à l'industrie. Un certain nombre d'auteurs, dont Jumelle, affirment que Heckel ne s'intéresse aux plantes tropicales (médicinales ou industrielles) qu'à partir de 1885. La liste de publications ci-dessous — non exhaustive malgré sa longueur — suffit pour démontrer qu'il s'y intéresse beaucoup plus tôt. Il est vrai que ses quatre thèses de doctorats portent sur des sujets de science pure. Mais dès 1876 un ensemble de travaux en collaboration avec Schlagdenhauffen, dont une bonne partie sur les composants de plantes exotiques, est présenté au XIVe Congrès des sociétés de pharmacie de France et leur étude sur « l'huile et l'oléorésine du Calophyllum inophyllum » y reçoit la deuxième médaille sur les trois décernées. Leur première publication sur les kolas date de mars 1882, son premier paragraphe est entièrement sur la répartition de la plante et les usages qu'en font les autochtones, ce dernier point encore signalé plus loin et plus en détail dans la conclusion qui comporte aussi un appel à en répandre l'usage dans la pharmacopée française. D'autres travaux aussi précoces sont cités, qui sont de même orientation.
Une ligne conductrice de ses travaux est celle de « l'utile » (autant pour l'industrie que pour la santé). C'est le mot qu'il emploie le plus fréquemment pour demander à ses correspondants des colonies françaises de rechercher les plantes dans la région où ceux-ci se trouve.
Et ces correspondants sont très nombreux - pratiquement dans chaque colonie française et dans de nombreuses autres aussi.
Heckel pose un principe et des conséquences d'acclimatation qui à l'époque ne sont pas assez reconnus — par les scientifiques et les coloniaux, s'entend — : le moindre changement de vie dans les végétaux apporte des perturbations profondes dans la nature chimique et physique des produits, parfois même il en tarit la source complètement

#### Longue collaboration avec Schlagdenhauffen
Le très bref passage de Heckel à Nancy en 1875-1876 lui donne l'occasion de rencontrer Frédéric Charles Schlagdenhauffen, chassé de Strasbourg en 1872 par la conquête prussienne de l'Alsace et professeur à Nancy depuis 1872. Trois fois docteur (pharmacie, sciences, médecine), deux fois agrégé (pharmacie et médecine), futur directeur de l'école supérieure de pharmacie de Nancy (1886-1900), Schlagdenhauffen est alors chimiste et physicien, puis devient phytochimiste, pharmacologiste et botaniste. Il est un pionnier dans l'étude de la composition chimique des végétaux et de leurs principes actifs en vue de leur trouver des applications. De tous ses collaborateurs, Heckel est celui avec qui il travaille le plus longtemps : presque un quart de siècle, et pour des résultats les plus fructueux — même si, selon Volmar, leur association est occasionnellement houleuse. L'association de leurs spécialisations respectives permet l'étude des végétaux sous leurs divers aspects : origine et distribution géographique, culture, principes actifs, action physiologique, usages industriels.
Schlagdenhauffen, qui a reçu le prix Bussy une première fois en 1878 pour un travail co-signé avec Ignace Léon Oberlin sur les écorces de Rutacées, le reçoit une deuxième fois avec Heckel pour leur travail sur le Kola (voir section « Distinctions ») — travail qui lui vaut aussi son admission comme membre correspondant à l'Académie nationale de médecine.

#### Les kolas, les rations condensées accélératrices et laformule du Dr Hecker

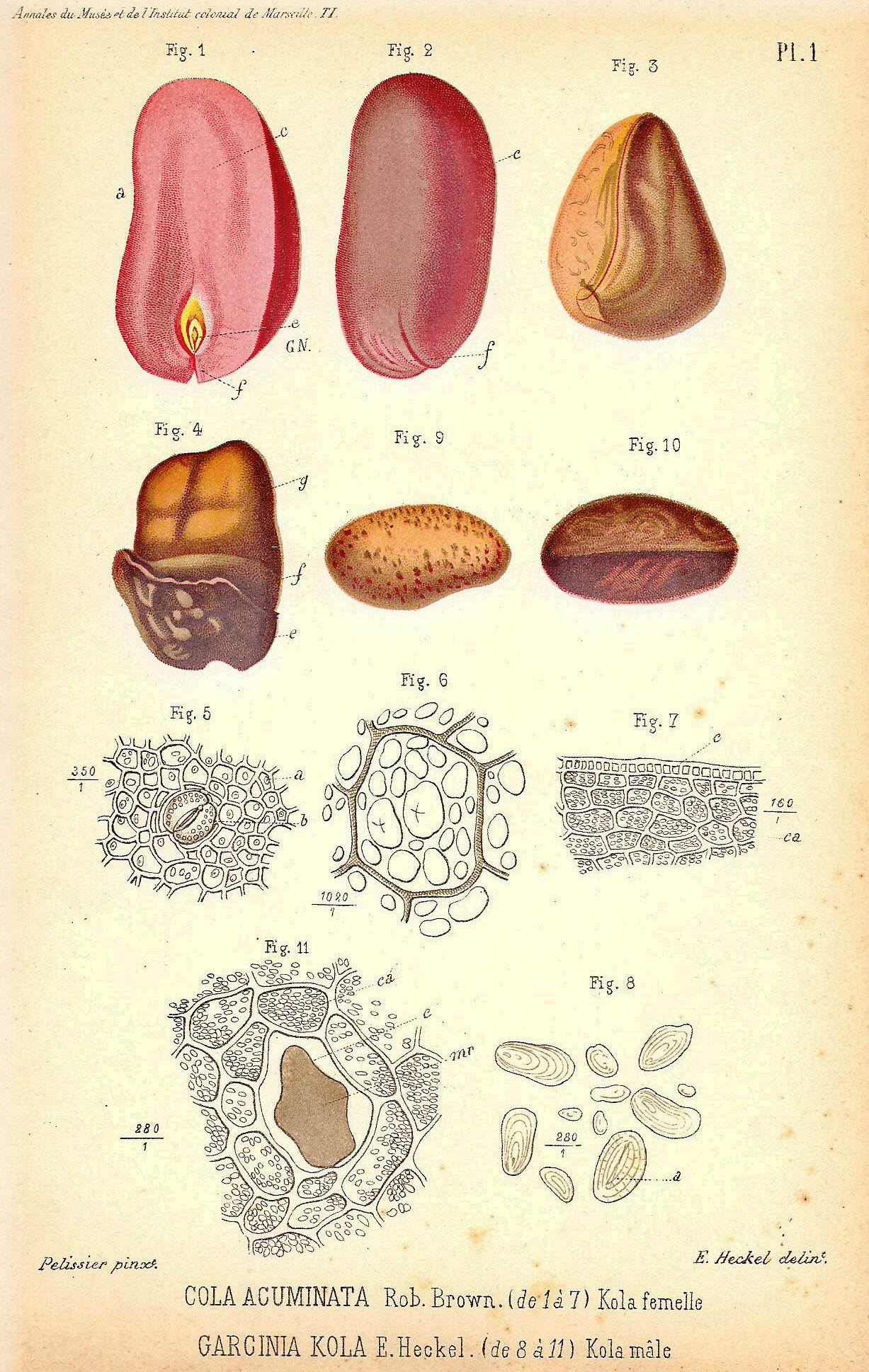
Noix de Kola

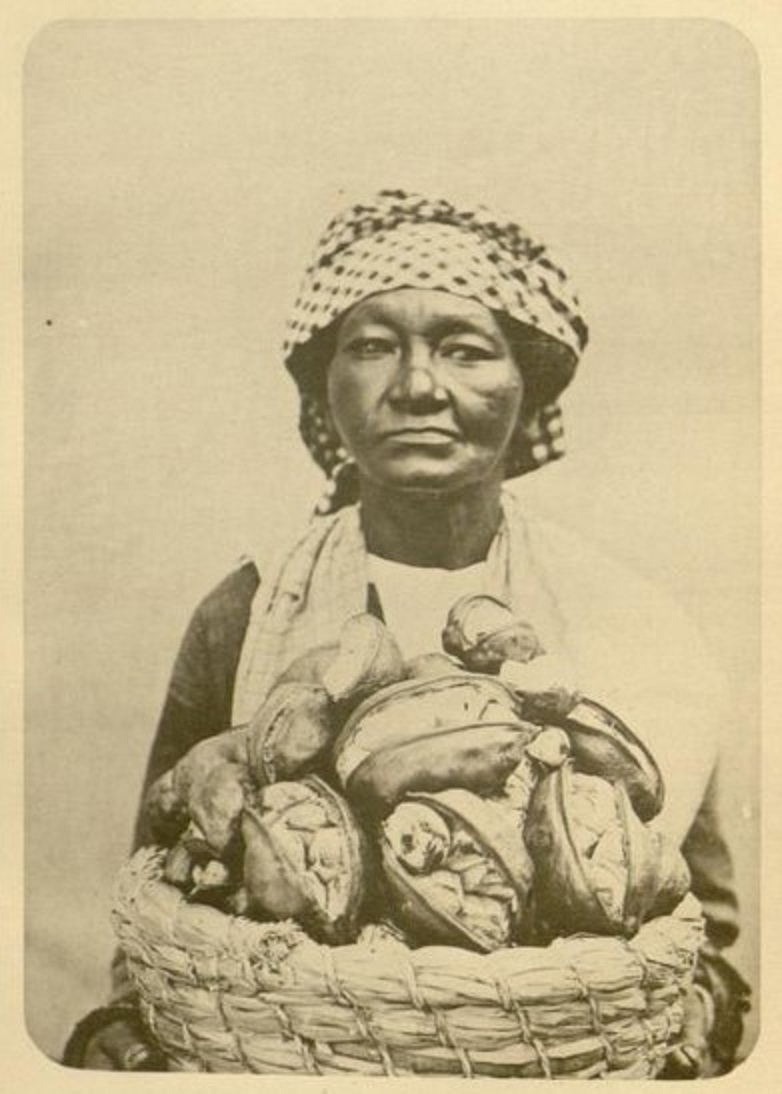
Vente de noix de kola dans la rue en Guadeloupe, 1897

Hecker étudie en profondeur les kolas africains. Un premier travail en collaboration avec Schlagdenhauffen est publié en 1882 et un deuxième plus important en 1884. Une bonne partie de ces travaux est reprise dans une publication en son seul nom en 1893. Labrude qualifie ces travaux sur le kola de « résultat peut-être le plus marquant parmi cet ensemble de découvertes et de propositions d'emploi ». Entre les deux publications de 1884 et 1893 sur le kola, les commentaires sont abondants ; certains sont raisonnablement obectifs comme ceux de Le Bon ; d'autres refusent les démonstrations de Heckel, jusqu'à user de mauvaise foi au moins pour ce qui concerne Germain Sée.
La publication de 1893 est selon ses mots le « premier travail précurseur de ceux qui naîtront dans ce laboratoire [de l'institut colonial en gestation] ». Il y présente en détail sa « galette accélératrice » ou « galette coloniale » pour les soldats, aliment condensé à base de poudre de kola, poudre de viande, sucre, farine et aromates, destiné à remplacer tout aliment au besoin. Il les fait expérimenter sur des soldats en action dans les colonies (Soudan, Tonkin, Dahomey, Madagascar), avec de bons résultats où « celles-ci [les galettes] ont joué un rôle important » aussi bien dans l'activité que dans un meilleur sommeil — à condition de ne pas les considérer comme un substitut complet à tout autre alimentation, mais seulement un adjuvant très utile pour des efforts supplémentaires. 

Le même ouvrage présente aussi sa galette pour les chevaux et mulets de l'armée, avec 30% de kola et le reste d'avoine, lin et blé. Complétées avec du foin ou de la paille (denrées aisément trouvés en route) pour remplir l'estomac, ces rations divisent par deux le poids que l'animal doit transporter pour sa propre nourriture. Ces galettes accélératrices pour les animaux sont elles aussi expérimentées sur quelques jours, parfois sans compléments, par A. Sanson de l'école d'Alfort, par l'armée sur ordre ministériel et par d'autres ; elles reçoivent elles aussi des commentaires très appréciatifs. Rançon, lors de son exploration de la Haute-Gambie et du Soudan, en tire lui aussi grand profit tant pour ses montures que pour les hommes.
Heckel constate que le kola est facilement digestible, qu'il s'harmonise bien avec le cacao et peut être mélangé à d'autres produits très divers (lait, sucre, fécule de Salep, vanille…). Il met cependant en garde contre un dosage trop élevé de kola.
Il donne à un fabricant de biscuits de Marseille la formule de ses « rations condensés accélératrices » pour la consommation humaine (aussi donnée dans sa publication) ; et comme le kola est inconnu du public, il autorise l'usage de son nom comme garantie. Ainsi naît la formule du Dr Hecker, nom utilisé dans les débuts de la commercialisation du produit. Malgré tout, le fabricant s'y ruine. Et l'armée ne donne pas suite, malgré les excellents rapports et malgré la proposition de Heckel d'en déposer la formule et d'en assurer le monopole au ministère de la Guerre. Mais son nom reste attaché au kola ; Heckel et Schlagdenhauffen sont parfois considérés comme ses introducteurs en France, et leur travail a sans conteste contribué à en développer l'usage en France.
Il contribue directement à la multiplication de ce végétal en Martinique, qui en 1882 n'en possède qu'un exemplaire : sur sa demande, des rejetons de cet unique arbre sont élevés en grand nombre et distribués gratuitement aux habitants. La Guadeloupe suit rapidement l'exemple grâce à Louis Guesde, secrétaire de la Chambre d'agriculture de Pointe-à-Pitre dès 1889. La photo en 1897 de vente de noix de kola dans la rue en Guadeloupe est pour Heckel un témoignage du succès de ses efforts.

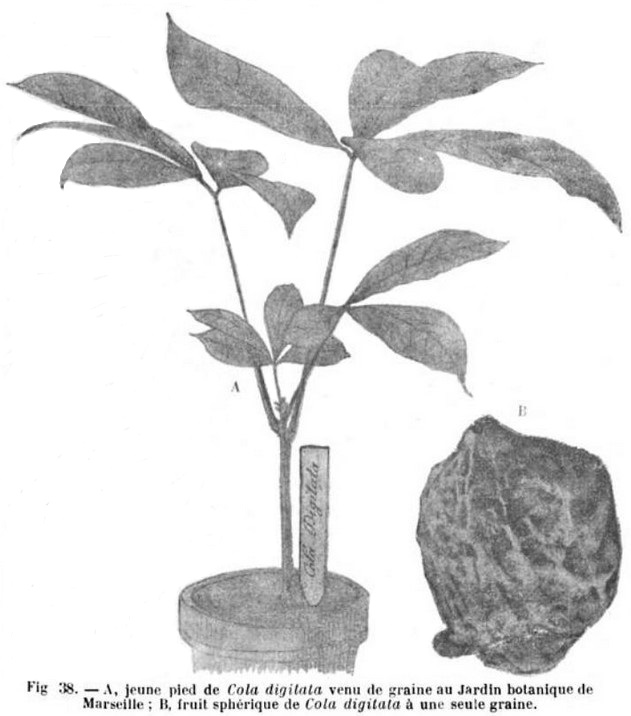
Jeune Cola digitata venu de graine au Jardin botanique de Marseille
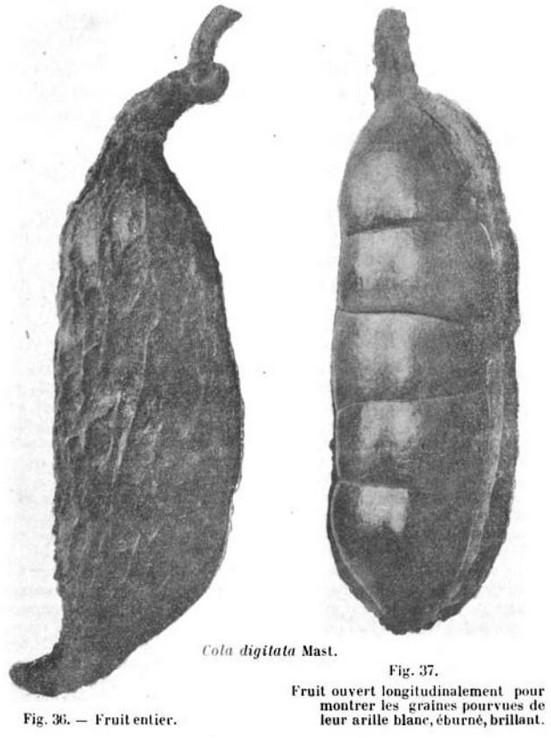
C. digitata Mast., fruit entier et fruit ouvert
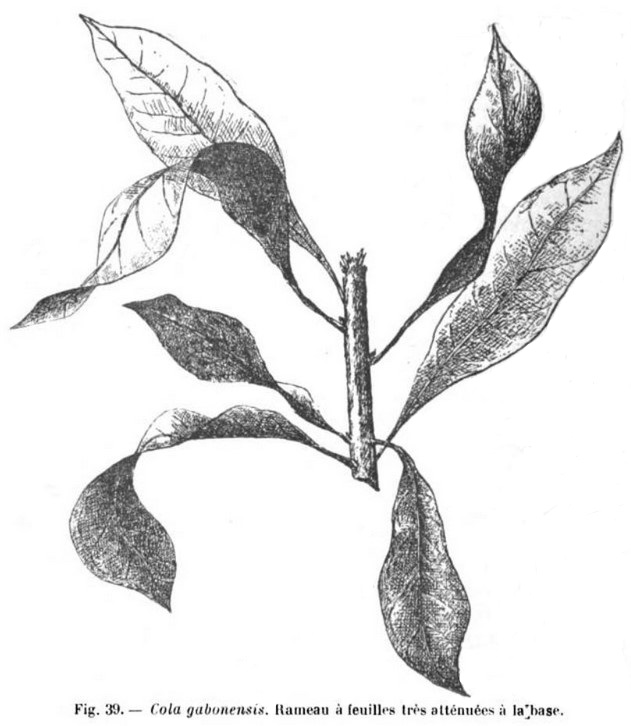
C. gabonensis, rameau feuillu
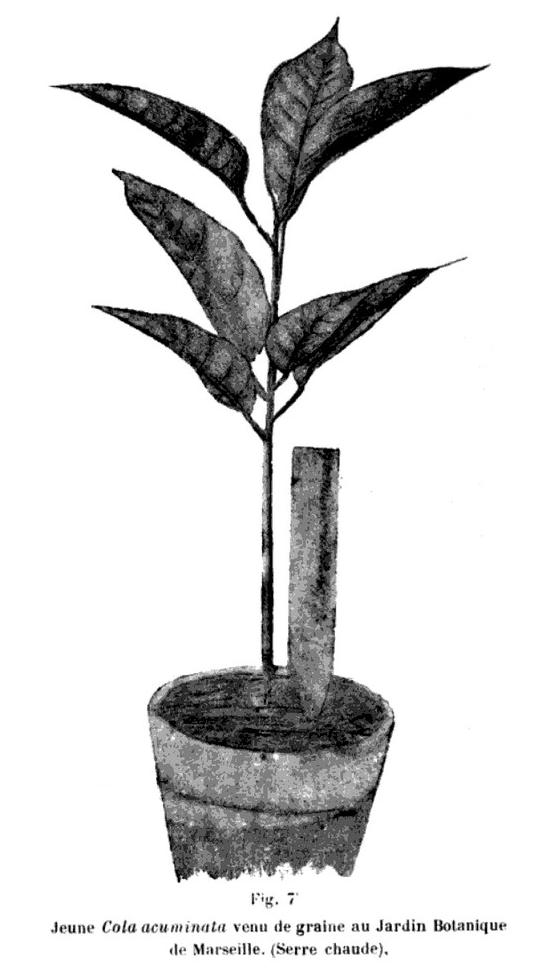
Jeune C. acuminata venu de graine au Jardin botanique de Marseille

#### La gutta-percha et le caoutchouc
L'Isonandra gutta Hooker d'Asie tropicale, connu en Europe depuis 1847 seulement, fournit la gutta-percha. Mais les procédés d'exploitation tuent l'arbre après une seule récolte, d'où une très rapide disparition de ce végétal et de la source de matière première — et de revenu — qu'il produit ; disparition présagée dès 1881 par Joseph Hooker, directeur du jardin de Kew. D'autant que cet arbre est exploité seulement dans les forêts naturelles, et qu'il n'est guère possible de trouver les graines nécessaires à la création de plantations. Ainsi donc, l'industrie européenne utilisant la gutta-percha est menacée par l'épuisement de cette ressource et la question du caoutchouc est à l'avant-plan des préoccupations économiques dans le monde occidental. De nombreuses tentatives sont faites pour établir des cultures de caoutchouc, tant par l'Angleterre dans ses colonies que la France et l'Allemagne dans les leurs, sur le continent américain, en Afrique et dans l'Orient. De grandes compagnies sont établies dans ce but, notamment en 1897 ; d'autres compagnies créées originellement pour développer la culture du café changent leur objectif et visent maintenant celle d'arbres à caoutchouc ; des compagnies de culture du café commencent aussi à utiliser l'arbre à caoutchouc pour ombrager leurs caféiers. Les gouvernements s'occupent sérieusement de la culture des essences à latex. Le gouvernement mexicain paie aux propriétaires du district de Lhano de Juarez (producteur de caoutchouc), 5 centimes de prime par arbre à caoutchouc planté, lorsque l'arbre a atteint une certaine hauteur, jusqu'à concurrence de 15 millions de primes limite ; le Nicaragua imite en 1897 la mesure suivie d'insuccès, il est vrai, prise par le Costa-Rica, d'interdire par décret l'exportation du caoutchouc sauvage et encourage la culture au point que beaucoup de planteurs de café de la côte du Pacifique ont l'intention d'abandonner le café pour l'arbre à caoutchouc. L'administration anglaise de Ceylan et du Queensland fait étudier à fond la question du caoutchouc par ses inspecteurs de culture.
Heckel cherche un substitut exploitable, notamment parmi les végétaux de la même famille que l'Isonandra gutta,. Il trouve le « Bassia parkii » (Butyrospermum parkii) ou Vitellaria paradoxa, mieux connu sous le nom de Karité ou « arbre à beurre », qui peuple de grandes forêts dans le bassin du Niger,. Dans la collection Les végétaux utiles de l'Afrique tropicale française dirigée par Auguste Chevalier, Émile Perrot traite dans le 2e fascicule du « Karité, Argan et quelques autres Sapotacées à graines grasses de l'Afrique » (1907) ; il y cite Heckel très abondamment. Mais Heckel étudie aussi d'autres sources de gomme, comme l'Araucaria rulei de Nouvelle-Calédonie.

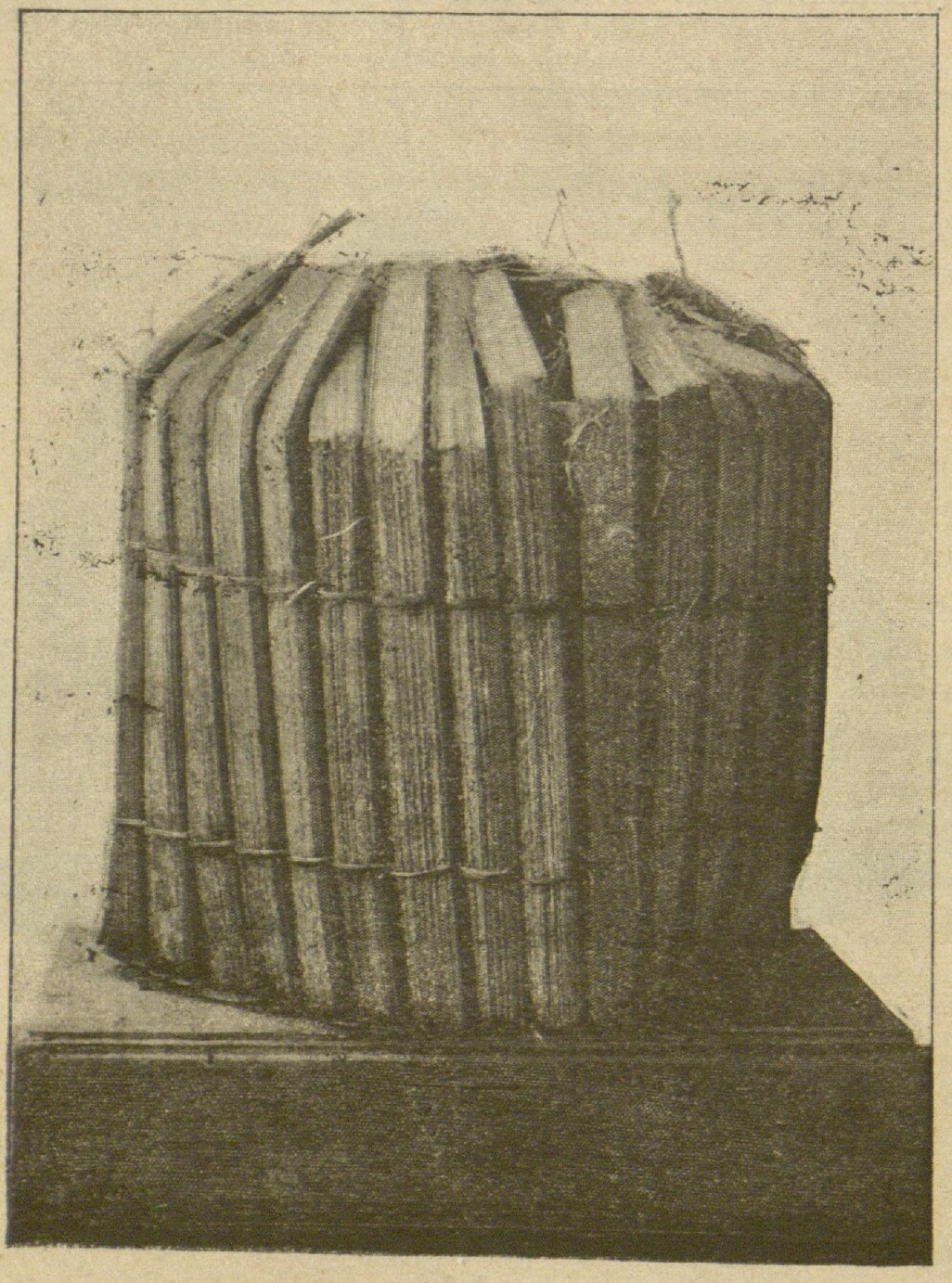
Panier indigène renfermant un pain cylindrique de O'Dika

#### Les matières grasses nouvelles
En 1889 Heckel publie un mémoire sur le beurre de Maloukang (Polygala butyracea). Un autre mémoire en 1893 met en valeur le beurre d'O'dika (Irvingia gabonensis), très proche du beurre de cacao, et son usage potentiel dans la fabrication de chocolat et d'autres produits. Vient ensuite dans les Annales de l'institut colonial de 1898 un travail de 160 pages rassemblant les études sur 16 corps gras, avec des analyses chimiques faites par F. Schlagdenhauffen ; on y trouve le Koula (Coula edulis), l'Odyendyé (Odyendea gabunensis (es)), le citron de mer ou Elozy-zégué (Ximenia americana), le beurre d'Engessang ou d'Essang du Gabon, le beurre d'Ochoco ou Osoko du Gabon-Congo, l'huile d'Ongeko ou Ongoké ou Isano du Congo, le beurre de Bouandjo du Congo français l'huile de Hongay ou de Pongam de l'Inde, l'huile de Butea frondosa de l'Inde (Pourassan-virei en Tamoul), le beurre de Kombo du Gabon ou Mutage d'Angola ou Ikoum en Pahouin, le beurre de Staudtia kamerunensis, le suif de Virola micheli de la Guyane française, la graisse de Krébao ou de Chung Bao de Cochinchine, l'huile de Néou du Sénégal (Parinarium macrophyllum Sabine), l'huile de Carapa de la Guyane (Carapa guianensis Aublet) et le beurre de Touloucouna (Carapa touloucouna).
Son plus important travail sur la question est titré Les graines grasses nouvelles ou peu connues des colonies françaises, qui réunit dans environ 300 pages un mémoire publié en 1894 dans les Annales de l'institut colonial, un autre mémoire plus long publié en 1899, et un troisième mémoire publié en 1900. Il est publié en 1902. Il y note qu'en France le beurre d'O'dika n'est guère utilisé que pour une substitution frauduleuse au beurre de cacao, tandis que depuis sa précédente publication sur le sujet, son utilisation dans le chocolat a notablement augmenté en Espagne. De même le beurre de Maloukang est employé comme graisse alimentaire à l'étranger, notamment en Hollande — mais très peu en France.
En 1898, Heckel et Schlagdenhauffen entreprennent l'étude des corps gras issus d'une douzaine de graisses africaines ; la plupart d'entre elles apparaissent ensuite sur le marché français et sont utilisées à Marseille dans les savonneries et les stéarineries. Par ailleurs, un peu plus tôt, ces auteurs avaient proposé de remplacer le beurre de cacao dans le chocolat par du beurre d'O'Dika utilisé au Gabon et au Congo. L'idée de cette substitution n'est donc pas récente et le sujet est touours actuel.
C'est aussi en 1898 que Heckel en appelle à la Société d'acclimatation de France pour que celle-ci mette à prix deux questions de botanique portant, l'une sur l'étude et la culture de la Liane à caoutchouc et l'autre sur l'étude des végétaux donnant des graines grasses mal ou peu connues.

#### Les résines et huiles résineuses
Cet ensemble de travaux a fait l'objet de plusieurs récompenses flatteuses. Heckel et Schlagdenhauffen présentent leurs résultats lors du XIVe Congrès des sociétés de pharmacie de France à Clermont-Ferrand du 17 au 19 août 1876. Ils reçoivent une des trois médailles décernées à cette occasion, pour leur travail « sur les résines, oléorésines et huiles résineuses fournies par les guttifères, et en particulier Calophyllum inophyllum L. » — le même travail fait partie d'un lot de publications recevant le prix Barbier en 1885 ; voir plus bas la section « Récompenses ». Ils envoient aussi une note sur la cusparine, principe actif d'une angusture du Brésil.
Ces substances tirées du Calophyllum inophyllum sont d'abord étudiées de près par Gilbert Cuzent. Mais cette plante est ausi utilisée aux Antilles comme vulnéraire et c'est sous ce chef que Heckel, lors de son séjour à Nouméa, suit l'exemple des Annamites en expérimentant la résine avec succès comme vulnéraire sur les ulcères externes. Plus tard, Heckel et Schlagdenhauffen publient une étude poussée de la résine et de l'huile produites par cette espèce. Avec Porte, Heckel fait un cérat à l'huile de Tamanou qui est expérimenté avec succès par le professeur Beau de Toulon sur « quelques plaies de mauvaise nature, ulcères de Cochinchine, etc » (cette huile est employée de longue date en frictions par les Indiens pour guérir la gale et est très en faveur en Inde et aux Philippines en application externe dans les affections rhumatismales).

#### La pomme de terre
Sur son origine multiple
Heckel détermine des raisons historiques qui militent en faveur de l'origine non unique mais multiple de la pomme de terre cultivée et la probabilité de la participation de diverses espèces tubérifères sud-américaines à cette origine, notamment Solanum tuberosum, S. maglia et S. commersoni. Pour prouver sa théorie, il s'efforce d'obtenir la mutation gemmaire de ces tubercules et atteint ce but d'abord avec S. maglia — une première à l'époque — en 1907 après trois années de culture. Cependant pour lui ce n'est qu'un but secondaire ; cette recherche des origines de la Pomme de terre vise à améliorer productivé et résistance aux maladies, en travaillant par sélection sur les espèces sauvages qui ont pu contribuer à l'élaboration de l’espèce cultivée. Ces recherches sont interrompues par sa mort. à cette époque, trois autres personnes sont également notées comme travaillant sur la mutation des pommes de terre : Jean-Baptiste Labergerie (horticulteur à Verrière, Vienne), Louis David Planchon (fils de Jules Planchon) et Claude Verne 
.
Le mildiou
Le mildiou de la pomme de terre fait son apparition en France au XIXe siècle — Heckel dit que cette maladie n'était pas présente dans son enfance bien qu'elle ait causé la grande famine des années 1840. Cependant la question reste ouverte sur la raison de l'affaiblissement relativement soudain de cette plante qui a été cultivée sans dommage et sans souci en Europe depuis le XVIe siècle. Pendant tout ce temps, elle a été reproduite par ses tubercules — une méthode analogue au bouturage (on pense notamment à la vigne, qui dans la même époque fait connaissance avec l'oïdium et le phylloxéra). Jusque là on pense généralement que les graines de pomme de terre sont stériles, c'est-à-dire qu'elles ne donnent pas de tubercules comestibles. Heckel expérimente pendant 10 ans sur cette maladie, publiant ses résultats vers 1910 dans la Revue horticole des Bouches-du-Rhône. Il constate qu'en traitant les semis avec du fumier, on obtient des tubercules comestibles. Il suggère que le fumier apporte un champignon qui établit une symbiose avec le tubercule ; quelle qu'en soit la raison, les plants ainsi traités sont nettement plus résistants à la maladie.

#### Autres

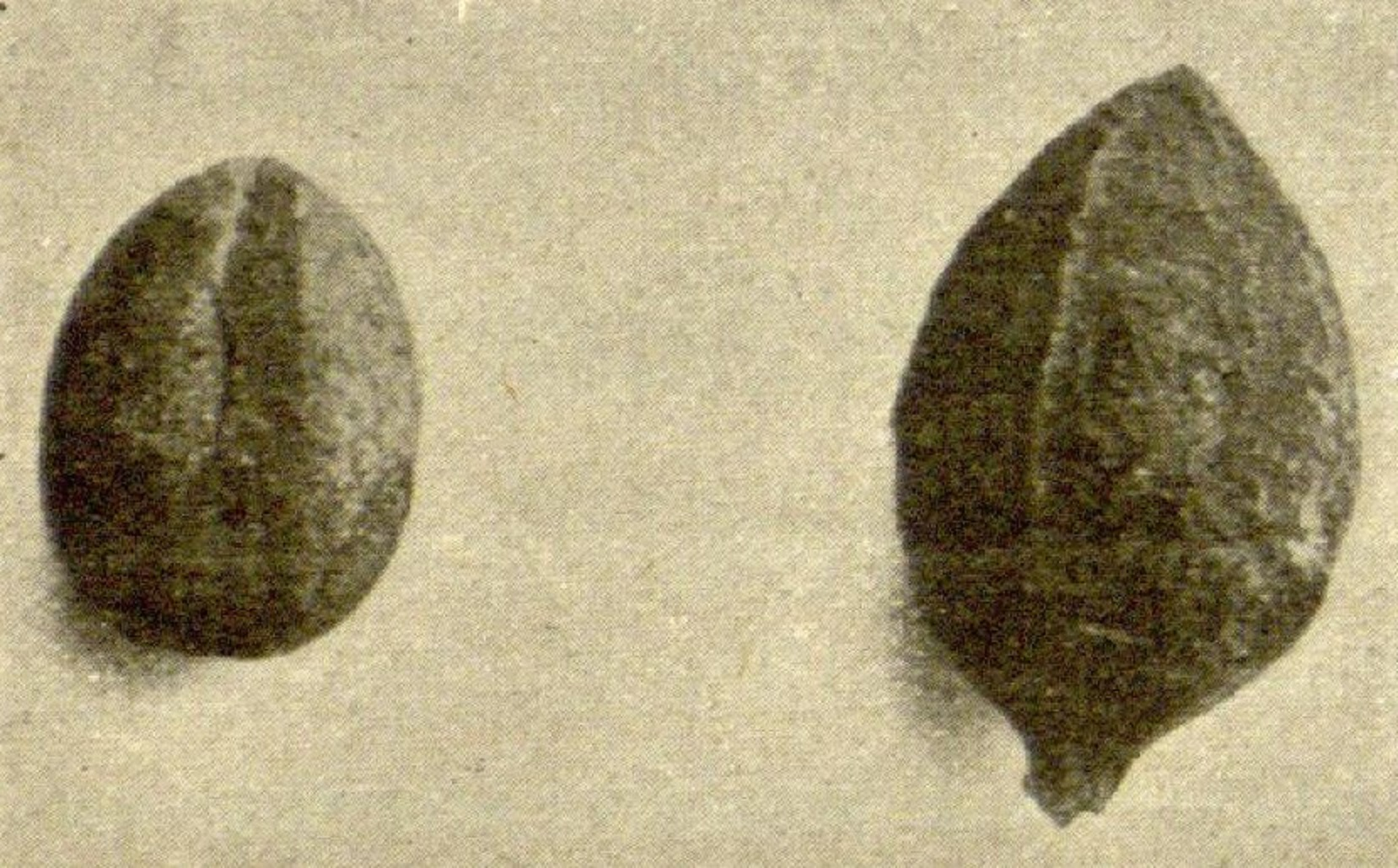
Brochoneura dardainei Heckel

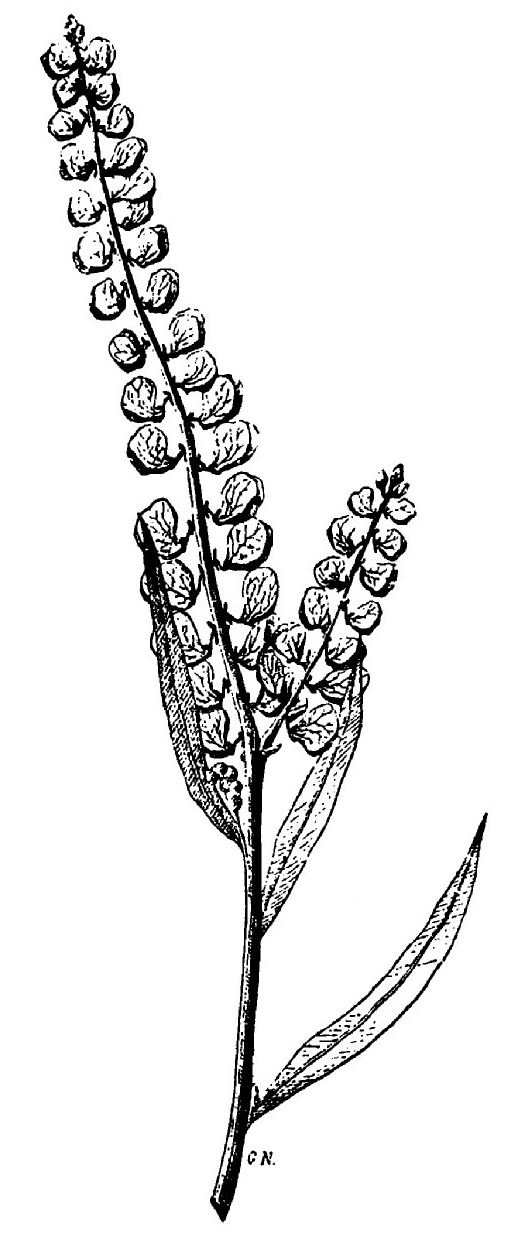
Polygala butyracea Heckel

Séné à café
Ses études faites sur le Cassia occidentalis (Senna occidentalis) en développent l'usage comme substitut de la chicorée dans le succédané de café.
Karité
L'usage de l'huile de karité se développe, ainsi que l'ajout de graines de karité aux graines de cacao pour les chocolats de qualité inférieure.
Kinkelibah
Il étudie le kinkelibah de Sénégambie, qu'il appelle en 1892 Combretum raimbaultii (nom accepté actuel : Combretum micranthum), notamment comme remède contre la fièvre bilieuse hématurique des pays chauds. Il généralise son usage thérapeutique dans les colonies françaises.
Doundaké
Les effets thérapeutiques du Morinda doundaké Heckel (décrit pour la première fois par M. Corre, médecin de la marine, dans son étude sur la flore et la faune du Rio-Nuñez de 1876) attirent son attention. En 1885 il publie plusieurs études sur le sujet, seul, et avec Schlagdenhauffen,.
Chêne gomme

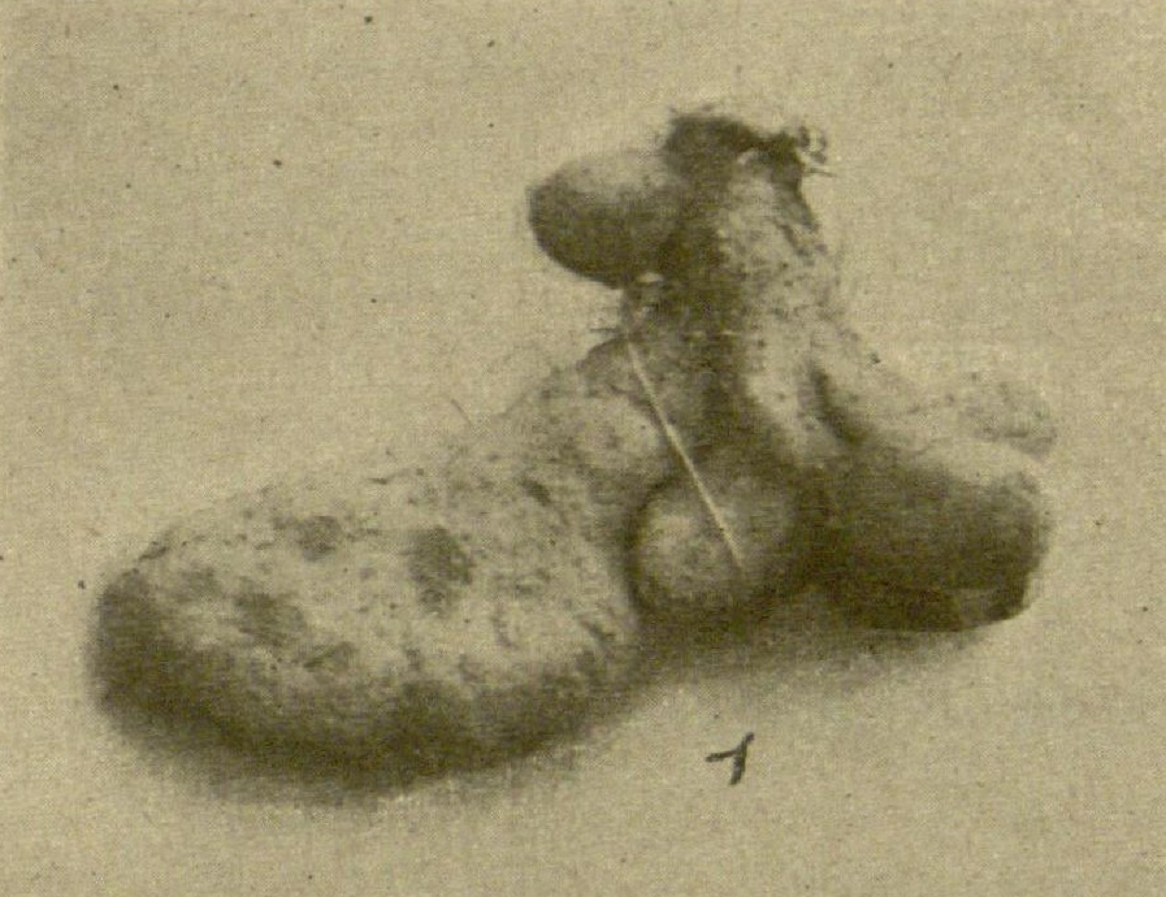
Igname plate du Japon (Dioscorea japonica)

Il isole la tannorésine de Spermolepis tannifera Heckel (Arillastrum gummiferum), exceptionnellement riche en acide tannique et potentiellement très utile aux tanneurs.
Ignames
Le problème avec les ignames est la longueur de leurs racines, qui complique l'arrachage. Dans les années 1890 la Société d'acclimatation de France ouvre un concours pour l'introduction ou la production d'une variété à tubercules courts pour en faciliter l'arrachage,.
Heckel travaille sur les ignames (Dioscorea sp.), s'efforçant de créer une variante à tubercule court.
Probablement au début des années 1890 il fournit des boutures d'ignames à Paul Chappellier, de la Société d'acclimatation de France, qui expérimente sur les ignames depuis la fin des années 1880. Comme les expériences de Chappellier avec ses boutures sont infructueuses, il s'adresse au capitaine Dubiau, vice-président de la Société d'horticulture des Bouches-du-Rhône, qui entreprend des essais sur les indications de Heckel. Vers 1896, Dubiau envoie des spécimens de sa production à Chappelle, qui les teste en les cultivant plusieurs années de suite, sans résultat quant à la réduction de longueur. Par contre Heckel attire l'attention de Chappelle sur ce qu'il appelle les “points polaires”, là où apparaissent les bourgeons apicaux quand le tubercule est mis à germer et produit des “yeux” ou points de germination. Chappelle demande à Heckel des précisions sur cette théorie, et si elle pourrait s'appliquer à d'autres tubercules comme la pomme de terre, la betterave, le topinambour ou la rave.
Il travaille aussi sur une nouvelle variété de Dioscorea pentaphylla L. à tubercules ronds, ramassés au bas de la tige, et rouges, sur l'igname plate du Japon (1901), sur un croisement de Dioscorea batatas avec D. japonica.
Acides salicylique, thymique et autres contre la fermentation
En 1878, Heckel communique à l'Académie des sciences des expériences montrant de quelle façon les acides salicylique, thymique, et certaines essences, empêchent la végétation. Il a trouvé qu'une goutte d'acide phénique dilué empêche toute germination des graines ainsi humectées. L'acide salicylique, quoique presque insoluble dans l'eau froide, arrête instantanément la germination quand les graines sont arrosées avec une solution contenant 5 g d'acide pour 10 l d'eau ; mais l'acide phénique ne suspend que momentanément la germination, tandis que l'acide salicylique l'empêche définitivement. Le salicylate de soude, qui est très soluble dans l'eau, a à cet égard une action aussi vive que l'acide salicylique. L'examen au microscope prouve que dans les graines ainsi traitées les cellules de l'endosperme, les grains de fécule et d'akurone, ne subissent aucune des modifications que présentent les graines soumises à la germination ordinaire. Ces substances agissent donc comme antifermentescibles, aussi bien sur les éléments figurés que sur les ferments non organisés.
Les insecticides du pyrèthre
Avec Émile Reeb, Schlagdenhauffen étudie la composition des fleurs de ces plantes de la famille des Composées, qui poussent en Dalmatie (Croatie) et dans la Caucase. Elles sont à l'origine de la poudre de pyrèthre et des pyréthrines encore utilisées de nos jours comme insecticide, par exemple contre les poux. Une méthode de culture des pyrèthres, préconisée par Heckel dans la plaine de la Crau (ancien delta de la Durance, à l'est de la Camargue) de 1900 à 1913, permet alors de préparer des poudres dont l'activité rivalise avec celle des produits dalmates.
Les globulaires
Moursou (médecin de la Marine), Heckel et Schlagdenhauffen collaborent dès 1882 sur les Globulaires,. Ils publient en 1894 une étude montrant l'unité anatomique et chimique de cette famille, dont les principes actifs nouveaux, globularine et globularétine, sont évacuants et antithermiques,.
Maïs plus sucré
Heckel détermine que la castration mâle du maïs; opération simple et facile à réaliser qui ne compromet pas la récolte en graines, suffit pour obtenir des tiges riches en sucre pouvant servir en hiver à la nourriture du bétail qui en est très friand.
Évolution
Heckel, comme d'autres avant lui et depuis, s'intéresse à l'évolution. Il traduit trois ouvrages de Darwin. En 1956 Arambourg, président de la Société préhistorique française, va jusqu'à lui attribuer la paternité de la notion de « chaînon manquant » — très abusivement : Heckel n'a pratiquement rien publié sur le sujet, hormis une Étude sur le gorille du musée de Brest. Il reste avant tout un botaniste avec une orientation médicale, et son intérêt pour l'évolution est nettement plus marqué dans ces domaines que pour ce qui concerne l'évolution humaine,,.

#### Plantes décrites
- Alyxia diellipticocarpa Heckel (1894)[211], synonyme de Alyxia tisserantii[212]
- Brochoneura dardainei Heckel (1908)[213], synonyme de Neobrochoneura madagascariensis[214]
- Brochoneura freneei Heckel (1910)[215], synonyme de Neobrochoneura acuminata[216]
- Ceratanthera beaumetzi Heckel (1891) (Dadigo)[217], synonyme de Aframomum cereum (en)[218]
- Chrizopia macrophylla Heckel (1910)[n 11] (Tapia)[221], synonyme de Uapaca bojeri[220]
- Cælocaryon[n 12] klainei Pierre ex Heckel (1903)[222], synonyme de Cælocaryon[n 12] preussii[223]
- Cola ballayi Cornu ex Heckel (1893)[224], accepté[225]
- Cola acuminata var. ballayi (Cornu ex Heckel) K.Schum. (1900)[226], synonyme de Cola ballayi[227]
- Cola duparquetiana Baill. ex Heckel (1893)[228], accepté[229]
- Cola sphaerosperma Heckel (1893)[230], accepté[231]
- Coleus Coppini Heckel (1901)[232], synonyme de Coleus esculentus[233]
- Combretum raimbaultii Heckel (1891) (Kinkelibah)[234],[235], synonyme de Combretum micranthum G.Don[236]
- Copaifera cornui Heckel[n 13], synonyme de Copaifera salikounda[237]
- Copaifera salikounda Heckel (1893)[241], accepté[242]
- Dorstenia klaineana Pierre ex Heckel & Schlagd. (1901)[243], synonyme de Dorstenia psilurus[244]
- Dorstenia klainei Heckel (1900)[245], synonyme de Dorstenia psilurus[246]
- Drosera rubiginosa Heckel (1892)[247], synonyme de Drosera neocaledonica[248]
- Fontainea Heckel 1870[22], genre accepté[249]
- Fontainea pancheri Heckel (1870)[22], accepté[250]
- Heisteria trillesiana Pierre ex Heckel (1902)[251], accepté[252]
- Garcinia kola Heckel (1883)[253],[254], accepté[255]
- Gardenia fusiformis Baill. ex Heckel (1812)[256], synonyme de Atractocarpus bracteatus[257]
- Lychnophora van isschoti Heckel (1902)[258], synonyme de Chuquiraga jussieui[259]

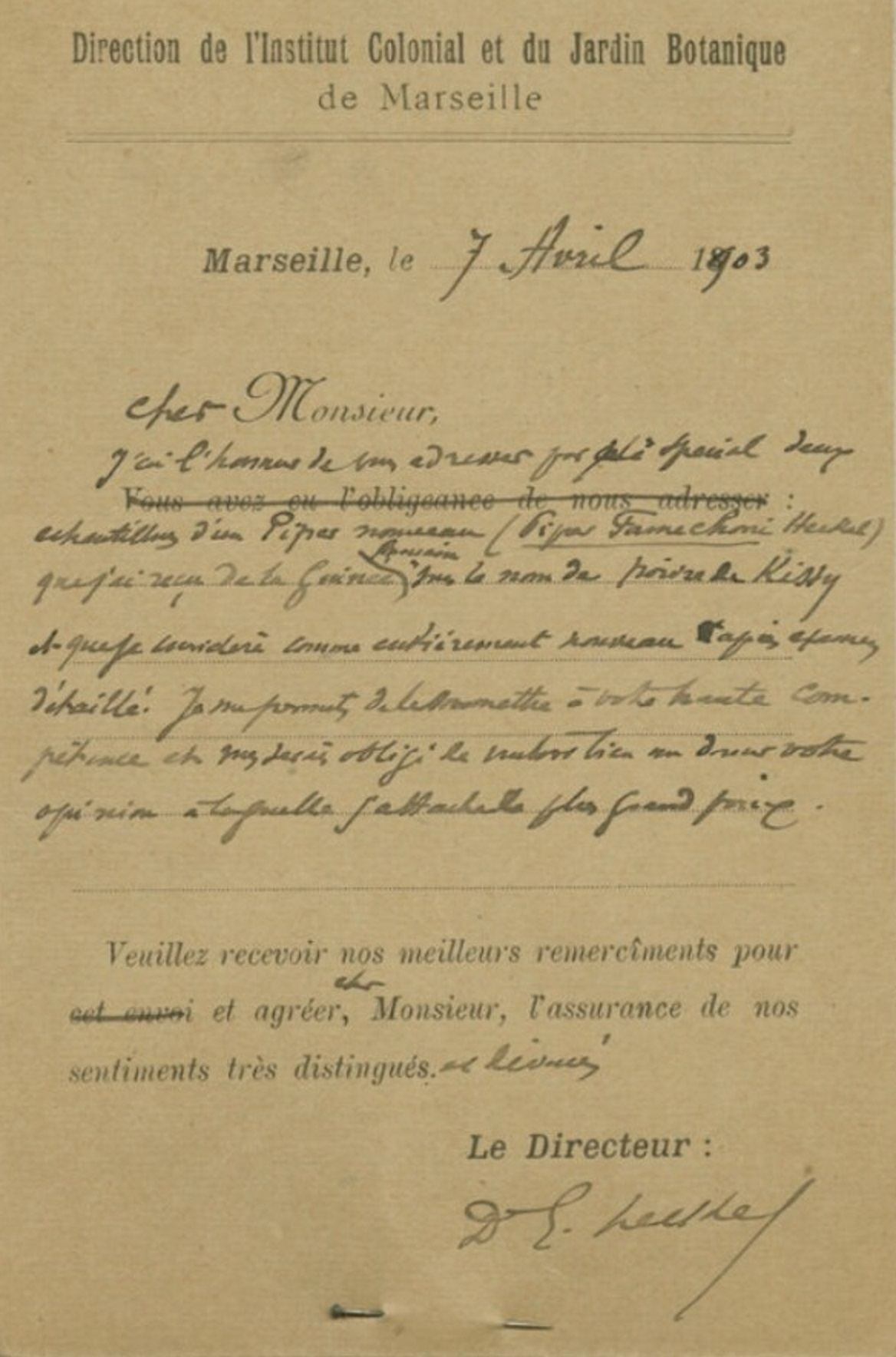
Note de Heckel envoyée à C. de Candolle (7 avril 1903), accompagnant l'envoi d'un échantillon de Piper famechonii

- Myristica dardaini Heckel (1908)[260], synonyme de Brochoneura dardaini Heckel[261] elle-même synonyme de Neobrochoneura madagascariensis[214]
- Piper famechoni Heckel ex C.DC. (1914)[262], synonyme de Piper guineense[263]
- Plectranthus coppinii Heckel (1901)[264], synonyme de Coleus rotundifolius[265]
- Piper famechonii Heckel ex C.DC. (1914)[266],[267], synonyme de Piper guineense[268]
- Polygala butyracea Heckel (1889) (Maloukang)[269],[270],[271], accepté[272]
- Ricinodendron heudelotii (Baill.) Pierre ex Heckel (1898)[273], accepté[274]
- Sarcocaulon currali Heckel (1909)[275], synonyme de Kalanchoe grandidieri (de) var. grandidieri[276]
- Solanum cerasiferum subspec. duchartrei (Heckel 1890[277]) Bitter (1923), synonyme de Solanum cerasiferum[278]
- Solanum duchartrei Heckel (1890)[279], synonyme de Solanum cerasiferum (en)[280]
- Spermolepis tannifera Heckel (1911), plante de Nouvelle-Calédonie[281],[184], synonyme de Arillastrum gummiferum[282]. En 1892 Heckel, dans une co-publication avec Schlagdenhauffen, notait déjà que « Ce nom de Spermolepis gummifera [Brongniart et Gris], qui consacre une erreur chimique, doit être aujourd'hui abandonné et transformé pour répondre à la réalité des faits, en S. tannifera, puisque c'est le tannin qui domine dans la matière excrétée très apparente qui a valu à l'espèce sa dénomination botanique »[283]. C'est pourquoi on trouve parfois (rarement) « Spermolepis tannifera Heckel (1892) ».
- Tricholobus africanus Heckel (1891)[n 14], synonyme de Connarus africanus[285]
- Virola michelii Heckel (1898)[288], accepté[289]
- Zerumbet autranii Heckel (1891)[290], synonyme de Aframomum melegueta[291]

### Sociétés savantes
Il est membre de la Société des sciences de Nancy (37e membre titulaire, élu à l'unanimité le 21 février 1876 sur présentation par Oberlin) ;
membre correspondant national de l'Académie de médecine pour la division de physique et chimie médicale (1880-1916), ; 
membre correspondant de l'Académie des sciences (11 novembre 1907, section d'économie rurale) ; 
membre de la Société botanique de France (1872) ;
membre de la Société de géographie de Marseille (créée en 1878) ; 
membre de l'Académie des sciences, lettres et beaux-arts de Marseille (20 juin 1878, classe des sciences, 7e fauteuil où il succède au conchologue Pierre Bertrand Marie Reynès) ; directeur en 1908 ;
membre fondateur de la Société mycologique de France (créée en 1885) et vice-président de la section du Sud-Ouest ;
membre du Comité d'études historiques et scientifiques de l'Afrique occidentale française (pour très peu de temps car celui-ci n'est créé qu'en 1915).

### Récompenses et distinctions

#### Récompenses
1876, deuxième médaille de la Société des pharmaciens de France
À l'occasion du XIVe Congrès des sociétés de pharmacie de France (Clermont-Ferrand, 17 au 19 août), la Société des pharmaciens de France récompense par leur deuxième médaille (sur les trois médailles décernées) les travaux de Heckel et Schlagdenhauffen « sur les résines et les oléorésines des guttifères et en particulier du Calophyllum inophyllum »,.
1878
Le comité d'attribution du prix Barbier lui octroie un "encouragement" de 500 francs – à défaut du prix lui-même,.
1883, prix Bussy
Le prix Bussy, décerné par l'Association scientifique des pharmaciens de France, est attribué en mars 1883 à Heckel et Schlagdenhauffen pour leur travail sur le kola incluant la mise en évidence de la caféine et d'autres propriétés dans cette graine (« Des kolas africains aux points de vue botanique, chimique et thérapeutique », publié en quatre parties dans le Journal de pharmacie et de chimie). Ce travail, très remarqué en son temps, est complété par des publications ultérieures. Il a fait date et figure toujours dans les bibliographies ; il a été réédité pour son centenaire par la revue Pour la science. Il est également récompensé par l'Institut de médecine de l'Académie des sciences (prix Barbier de 1885, ci-dessous).
1885, médaille d'argent à l'Exposition d'Anvers
pour les recherches sur le kola.
1885, prix Barbier partagé par moitié
En 1885, Heckel et Schlagdenhauffen présentent à l'Académie des sciences un ensemble de douze mémoires qui comprend entre autres des travaux sur le Calophyllum et sur les kolas africains, et sur le doundaké,, ; 
le 22 décembre 1885 ils reçoivent la moitié du prix Barbier, un prix de botanique, qu'ils partagent avec Raphael Dubois et sa machine à anesthésier.
Médaille d'or de la Société de géographie de Marseille
La Société de géographie de Marseille attribue des médailles d'or à plusieurs personnalités qui se sont signalées par leurs services lors de l'épidémie de choléra de 1884 à Marseille ; Heckel est de ceux-là.
Prix Barbier de 1887 ?
Selon la revue Les nouveaux remèdes, il est attribué à Heckel et Schlagdenhauffen pour les recherches de botanique appliquée à l'art de guérir ; mais nous ne trouvons aucune autre référence pour leur réception du prix Barbier pour cette année-là.
Prix Montyon (arts insalubres) de 1887
Il reçoit une mention honorable du prix Montyon (ou Monthyon) pour son travail sur la cure du rouge de la morue,,,.
Selon le compte-rendu de l'Académie des sciences, cette année (1887), la Commission des Arts insalubres de la fondation Monthyon décide qu'aucune des communications soumises ne lui paraît mériter le prix ; mais elle accorde un encouragement de 1 000 francs à Heckel pour son succès dans le traitement de la morue rouge,,.
Selon un autre compte-rendu de l'Académie des sciences, la Commission attribue ce prix en 1889 au Dr Maxime Randon, pour un travail très similaire sur le même sujet : « Morue rouge, étiologie, hygiène, prophylaxie » ; la note des comptes-rendus mentionne que Heckel et Schlagdenhauffen ont déjà proposé le bisulfite de soude pour lutter contre le rouge de la morue. Randon était chargé par Heckel de réaliser les expériences nécessaires : il est un collègue, médecin-major sur la Clorinde, vaisseau de la Station Navale de Terre-Neuve. A terme, l'histoire retient le nom d'Albert Calmette (celui du BCG contre la tuberculose), qui travaille sur le même sujet dans la même période, comme chercheur principal sur la question ; mais c'est bien Heckel le précurseur de cette recherche.
Heckel a déjà tenté en 1876 d'obtenir le prix Montyon, section Physiologie expérimentale, avec sa thèse de 1874 sur le mouvement végétal,.
1889, prix Barbier
Heckel et Schlagdenhauffen soumettent trois travaux :
- « Nouvelles recherches botaniques, chimiques et thérapeutiques sur le Baobab (Adansonîa digitata L.) »[323],[324]
- « Sur la racine de Bœljitjé (Vernonia nigritiana Ol. et Hiern) de l'Afrique tropicale, nouveau poison du cœur »[325]
- « Recherches sur les gutta-percha fournies par les Mimusops et les Payena »[326].

La commission de l'Académie des sciences partage le prix Barbier de 1889 entre Duval d'une part (Traité d'Hydrothérapie), et Heckel et Schlagdenhauffen d'autre part.
1889, une médaille d'or de l'Exposition universelle
À l'occasion de l'exposition universelle de 1889 qui a lieu au Champ de Mars à Paris, se tient une exposition scientifique collective de la pharmacie française qui comprend les produits découverts par les pharmaciens français au cours du XIXe siècle. Schlagdenhauffen et Heckel obtiennent une des onze médailles d'or décernées dans la classe 45,.
1895, médaille d'or de la Société nationale d'acclimatation de France
Cette médaille lui est accordée pour les « services inestimables rendus à l'étude économique et à l'acclimatation des plantes tropicales ».
Médaille d'or Flückiger 1907

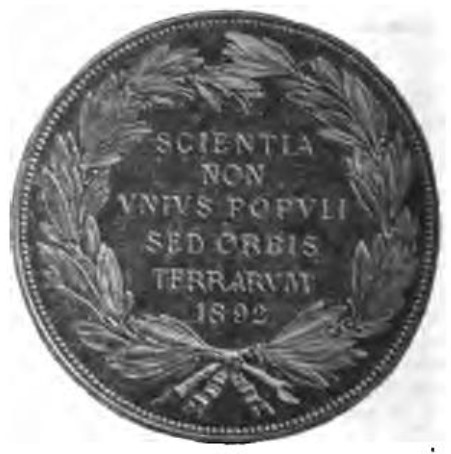
Médaille Flückiger, revers

Heckel reçoit de l'Association des pharmaciens allemands la médaille d'or Flückiger, décernée tous les cinq ans alternativement par l'Association allemande des pharmaciens et l'Association suisse des pharmaciens (l'association allemande étant la première à la décerner). Il en est le troisième récipient depuis sa création, 
après le conservateur du musée de la Société pharmaceutique royale de Grand-Bretagne (en) Edward Morell Holmes (en) (1897) 
et le professeur à l'université de Marbourg Ernst Schmidt (de) (1902),.

#### Distinctions
1887, 1898, 1908, légion d'honneur
Heckel est fait chevalier de la Légion d'honneur le 5 juillet 1887, promu officier de la même le 12 juillet 1898, et commandeur de la même le 17 juillet 1908 (il doit ce dernier grade à l'Exposition coloniale de 1906,).

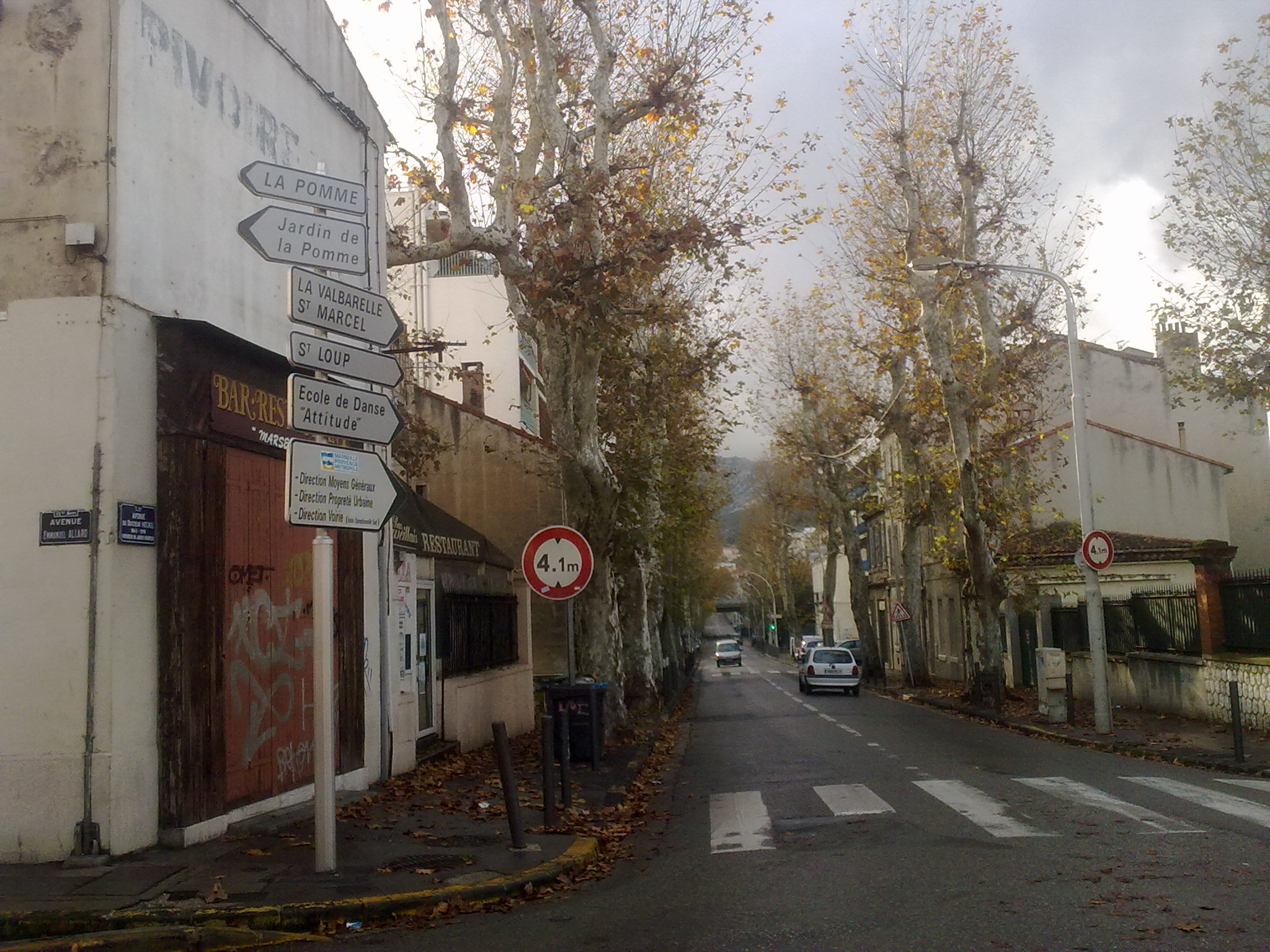
Avenue du Docteur Heckel, Marseille

Palmes académiques
Il est officier de l'Instruction publique, (palmes académiques).

### Hommages
Le genre Heckeldora Pierre (1896) est nommé en son honneur, ainsi que l'espèce Tieghemella heckelii Pierre ex A. Chev..
Une voie de Marseille porte son nom : l'avenue du Docteur-Heckel, dans le 11e arrondissement.
Le jardin botanique qu'il a créé au parc Borély à Marseille porte également son nom : jardin botanique Édouard-Marie-Heckel.

## Publications
Selon Labrude, Heckel co-signe 77 publications avec Schlagdenhauffen entre 1877 et 1900. En réalité, leur collaboration commence dès 1876 et continue au moins jusqu'en 1904.

### Thèses
- [1867] Essai sur la moule commune, au point de vue zoologique et toxicologique (thèse de pharmacie), École supérieure de pharmacie de Montpellier, 28 août 1867 (lire en ligne [sur ged.biu-montpellier.fr]).
- [1870] Étude au point de vue botanique et thérapeutique sur le Fontainea pancheri (en) (nobis) (thèse de doctorat en médecine), Montpellier, 1870 (lire en ligne [sur books.google.fr]). .
- [1875] Du mouvement végétal. Nouvelles recherches anatomiques et physiologiques sur la motilité dans quelques organes reproducteurs des phanérogames (1re thèse de doctorat en sciences naturelles, 1874), Montpellier, Boehm, 1875, pl. + 163 p. (lire en ligne [sur biodiversitylibrary.org]).  (adressé par l'auteur au concours Lacaze de 1877, section Physiologie).
- [1874] De quelques phénomènes de localisation minérale et organique et de leur importance au point de vue biologique (2e thèse de doctorat en sciences naturelles), Montpellier, Boehm, 1874, 61 p. (présentation en ligne). .

### Travaux sur les plantes
Les kolas
- [Heckel & Schlagdenhauffen 1882] Édouard Heckel et Frédéric Charles Schlagdenhauffen, « Sur la noix de kola, ou gourou, ou ombéné (graines de Sterculia acuminata, Pal. de Bauvois) » (séance du 20 mars 1882) (aussi publié dans le Répertoire de pharmacie, t. 10, nouvelle série, 1882, p. 163-165), C.R. Hebd. Séances Acad. Sci., t. 94,‎ janvier-juin 1882, p. 802-805 (lire en ligne [sur gallica]). .
- [1883] « Des kolas africains », Bulletin de la Société de géographie de Marseille, t. 7,‎ 1883, p. 105-127 (lire en ligne [sur gallica]). .
- [Heckel & Schlagdenhauffen 1884] Édouard Heckel et Frédéric Charles Schlagdenhauffen, Des kolas africains au point de vue botanique, chimique et thérapeutique, Paris, impr. C. Marpon et E. Flammarion, 1884, 87 p. (lire en ligne [sur gallica]).  (mémoire récompensé par le prix Bussy de l'Association scientifique des pharmaciens de France (1883) et par le prix Barbier de l'Académie des sciences (1885)).
- [Heckel et Schlagenhauffen 1888] Édouard Heckel et Frédéric Charles Schlagdenhauffen, « Un faux kola nouveau. Recherches sur les graines de Pentadesma butyracea Don, qui fournissent le beurre de kanya et sur l'emploi de ces semences pour sophistiquer celles du kola (Sterculia acuminata Pal. de Beauv.) », Répertoire de pharmacie, t. 4, 3e série,‎ 1888, p. 1-11 et 41-46 (lire en ligne [sur archive.org]).
- [1890] « Sur la caféine et les préparations de kola » (séance du 8 avril 1890. Réponse d'une critique de Germain Sée, et observation de Léon Colin. Voir aussi p. 413-417, « Sur les préparations de kola et la caféine », 2e échange opposant Heckel et Sée ; p. 433-436, 3e échange opposant Heckel et Sée ; et p. 509-511. échange opposant Dujardin-Beaumetz et Sée (Georges Dujardin-Beaumetz)), Bulletin de l'Académie de médecine, t. 23, 3e série,‎ 1890, p. 392-396 (lire en ligne [sur gallica]). .
- [1890] « Expériences comparatives concernant l'action du kola et de la caféine sur la fatigue et l'essoufflement déterminés par les grandes marches », Marseille médical,‎ 1890, p. 586-598 (BNF 30585351, lire en ligne [PDF] sur odyssee.univ-amu.fr).
- [1890] « Sur l'action du kola, à propos des effets de la caféine », Bulletin général de thérapeutique médicale et chirurgicale, t. 118,‎ 1890, p. 345-351 (lire en ligne [sur biusante.parisdescartes.fr]).
- [1892] « Sur la constitution chimique et l'action physiologique du Rouge de Kola ; comparaison avec la caféine », Répertoire de pharmacie, t. 4, 3e série,‎ 1892, p. 433-439 (lire en ligne [sur books.google.fr]).
- [1893] Les kolas africains. Monographie botanique, chimique, thérapeutique, physiologique et pharmaceutique (emploi stratégique et alimentaire), Paris, Société d'éditions scientifiques, coll. « Annales de l'Institut botanico-géologique colonial de Marseille » (no 1), 1893, 406 p. (présentation en ligne, lire en ligne [sur biodiversitylibrary.org]). .
Mémoire couronné par l'Institut (Académie des sciences) et par l'Association scientifique des Pharmaciens de France
- [1898] « Sur un nouveau faux kola fourni par le « N'taba » ou « N'dimb » des nègres du Soudan (Cola cordifordia Rob. (en) Brown (ou R.Br. - Robert Brown (botaniste) ?) », Revue générale des sciences pures et appliquées, no 8, 9e année,‎ 30 avril 1898, p. 311-313 (lire en ligne [sur biodiversitylibrary.org]). .

Les végétaux utiles de l'Afrique tropicale
- [1889] « Sur le Maloukang ou Ankalaki de la côte occidentale d'Afrique (Polygala butyracea, E. Heckel) » (section III de Les végétaux utiles de l'Afrique tropicale), Bulletin de la Société de géographie de Marseille, t. 13, no 1,‎ premier trimestre 1889, p. 219-228 (lire en ligne [sur gallica]). . 
Une version paraît aussi dans le Journal de pharmacie et de chimie :
  - « Sur le Maloukang ou Ankalaki de la côte occidentale d'Afrique, fourni par le Polygala butyracea, E. Heckel », Journal de pharmacie et de chimie, t. 20, 5e série,‎ août-septembre 1889, p. 148-161 et 197-205 (lire en ligne [sur gallica]).

Graines grasses nouvelles ou peu connues
- [1898] « Graines grasses nouvelles ou peu connues des colonies françaises (étude botanique, chimique et industrielle) » (manquent les pages 24 à 27), Annales de l'Institut colonial de Marseille, vol. 5, 6e année, 2e fascicule,‎ 1898, p. 1-160 (lire en ligne [PDF] sur odyssee.univ-amu.fr). [n 19].
- [1902] Les graines grasses nouvelles ou peu connues des colonies françaises, Paris, A. Challamel, 1902 (réimpr. 2018, Creative Media Partners, LLC), IV-185 p. (présentation en ligne). . publication sous la direction du professeur Dr Heckel https://catalogue.bnf.fr/ark:/12148/cb305853525
- [1902] « Sur une nouvelle graine huileuse du Congo français Heisteria trillesiana Pierre et sur la plante productrice », Revue des cultures coloniales, t. 11, 6e année, no 112,‎ 5 novembre 1902, p. 257-262 (lire en ligne [sur gallica]). .
- [1903] « Sur une nouvelle graine grasse du Congo français fournie par le Cælocaryon Klainii Pierre (C. cuneatum Warburg) », Revue des cultures coloniales, t. 12, 7e année, no 120,‎ 5 mars 1903, p. 129-134 (lire en ligne [sur gallica]). .
- [1908] « Sur quelques plantes à graines grasses nouvelles ou peu connues des colonies françaises et en particulier de Madagascar (chap. I) et sur l'appareil sécréteur résinifère de quelques Symphonia malgaches (chap. II) », Annales de l'Institut colonial de Marseille, vol. 6, 16e année, 2e série,‎ 1908, p. 257-323 (lire en ligne [sur biodiversitylibrary.org]). .

Plantes médicinales et toxiques
- [Heckel & Schlagdenhauffen 1881] Édouard Heckel et Frédéric Charles Schlagdenhauffen, « Nouvelles recherches chimiques et physiologiques sur le M'boundou (poison d'épreuves des Gabonais) », Journal de l'anatomie et de la physiologie normales et pathologiques de l'homme et des animaux,‎ mars 1881, p. 123-184 (résumé, lire en ligne [sur biodiversitylibrary.org]).  (récompensé par le prix Barbier 1885).
- [Heckel & Schlagdenhauffen 1888] Édouard Heckel et Frédéric Charles Schlagdenhauffen, « Sur le Batjentjor (Vernonia nigritiana S. et H.) de l'Afrique tropicale et sur son principe actif, la vernonine, nouveau poison du cœur » (séance du 14 mai 1888), C.R. Hebd. Séances Acad. Sci., t. 106,‎ janvier-juin 1888, p. 1446-1449 (lire en ligne [sur gallica]). . (également publié dans Les nouveaux remèdes, t. 4, n° 13, 8 juillet 1888, p. 300-303. Un autre titre donné dans les Comptes-rendus de l'Académie des sciences est « Sur la racine de Bœtjitjé, (Vernonia nigritiana Ol. et Hirn.)… » [sic: Hiern][327].)
- [Heckel & Schlagdenhauffen 1893] Édouard Heckel et Frédéric Charles Schlagdenhauffen, Étude de nouvelles plantes médicinales néocalédoniennes. A. résine de "Gardenia" ; B. gomme-résine de "Garcinia ; C. produits des "Spermolepis" (chêne-gomme) (extrait du Répertoire de pharmacie, avril 1893, p. 145-153, 193-198, 241-248 et 289-298), Paris, impr. Édouard Duruy, 1893, 32 p. (lire en ligne [sur gallica]). .
- [1900] « Contribution à l'étude des plantes médicinales et toxiques employées par les indigènes de la Côte d'Ivoire (Afrique occidentale) » (séance du 9 novembre 1900), Bulletin de la Société botanique de France, t. 47 (3e série, t. 7),‎ 1900, p. 296-303 (lire en ligne [sur biodiversitylibrary.org]). .

Copal et kino
(Voir Kino (en))
- [Heckel & Schlagdenhauffen 1904] Édouard Heckel et Frédéric Charles Schlagdenhauffen, « Sur une résine de copal et sur un kino nouveaux fournis, la première par les fruits et le second par l'écorce de Dipteryx odorata Wild (en) » (séance du 4 janvier 1904), C.R. Hebd. Séances Acad. Sci., t. 138,‎ janvier-juin 1904, p. 430-432 (lire en ligne [sur gallica]). .

Résines, guttas et latex
- [Heckel & Schlagdenhauffen 1876] Édouard Heckel et Frédéric Charles Schlagdenhauffen, « De l'huile et de l'oléorésine du Calophyllum inophyllum, L. » (sur le Tamanou, en deux parties), Journal de thérapeutique de Gubler, nos 18 et 19, 3e année,‎ 25 septembre et 10 octobre 1876, p. 685-694 (début) et 734-741 (suite et fin) (lire en ligne [sur books.google.fr]).  (publication faite à Nancy[344]. Travail couronné par la 2e médaille du Congrès pharmaceutique de Clermont).
- [Heckel et Chareyre 1885] Édouard Heckel et Jules Chareyre, « Sur la gutta-percha de Bassia (Butyrospermum) Parkii, G. Don, et sur sa composition chimique », C.R. Hebd. Séances Acad. Sci., t. 101,‎ juillet-décembre 1885, p. 1069-1071 (lire en ligne [sur gallica]). .
- [1885] « Nouvelle source de Gutta-Percha le Bassia Parkii et ses produits (Beurre de Karité et Gutta percha) », La Nature,‎ deuxième semestre 1885, p. 325-327, 370-371, 405-407 (présentation en ligne, lire en ligne [sur cnum.cnam.fr]). .
- [Heckel & Schlagdenhauffen 1888] Édouard Heckel et Frédéric Charles Schlagdenhauffen, « Recherches sur les gutta-perchas fournies par les Mimusops et les Payena (famille des Sapotées) », Journal de pharmacie de Lorraine,‎ juin 1888 (BNF 31316603). .
- [Heckel & Schlagdenhauffen 1888] Édouard Heckel et Frédéric Charles Schlagdenhauffen, « Sur le produit des laticifères, des Mimusops et des Payena comparé à celui de l'Isonandra gutta Hook. » (séance du 4 juin 1888), C.R. Hebd. Séances Acad. Sci., t. 106,‎ janvier-juin 1888, p. 1625-1627 (lire en ligne [sur gallica]). .
- [Heckel & Schlagdenhauffen 1892] Édouard Heckel et Frédéric Charles Schlagdenhauffen, « Sur les rapports génétiques des matières résineuses et tanniques d'origine végétale (observations faites dans les genres Gardenia et Spermolepis) » (séance du 30 mai 1892), C.R. Hebd. Séances Acad. Sci., t. 114,‎ janvier-juin 1892, p. 1291-1293 (lire en ligne [sur gallica]). .
- Heckel et Schlagdenhauffen 1893
- [1898] « À propos de la culture des arbres à Gutta et des Isonandra en particulier », Revue des cultures coloniales, t. 2, no 13,‎ 5 juin 1898, p. 177-178 (lire en ligne [sur gallica]). .
- [1901] « Sur l'Araucaria rulei, F. v. Mueller, de la Nouvelle-Calédonie : composition et utilisation de sa gomme-résine », Répertoire de pharmacie, vol. 13, 3e série,‎ 1901 (résumé). .
- [1909] « Sur une nouvelle espèce de Sarcocaulon Sweet de Madagascar Sud (S. currali nov. species) et sur l'écorce résineuse des Sarcocaulon » (séance du 16 novembre 1908), C.R. Hebd. Séances Acad. Sci., t. 149,‎ juillet-décembre 1909, p. 906-908 (lire en ligne [sur gallica]). .

Doundaké (quinquina d'Afrique)
- [1885] « Origine botanique des doundakés d'Afrique (écorces dites quinquina africain, quinquina de Rio Nuñez) » (séance du 13 mars 1885), Bulletin de la Société botanique de France, t. 32 (t. 7 de la 2e série),‎ 1885, p. 106-114 (lire en ligne [sur biodiversitylibrary.org]). .
- [1885] « Nouvelles recherches sur le doundaké et la doundakine », C.R. Hebd. Séances Acad. Sci., t. 100,‎ janvier-juin 1885, p. 69-73 (lire en ligne [sur gallica]). .
- [Heckel & Schlagdenhauffen 1885] Édouard Heckel et Frédéric Charles Schlagdenhauffen, « Du doundaké et de son écorce dite quinquina d'Afrique ou kina du Rio-Nunez, au point de vue botanique, chimique et thérapeutique », Journal de pharmacie et de chimie, t. 11, 5e série,‎ 1885, p. 409-416 et 468-495 (lire en ligne [sur gallica]).  (également publié dans Archives de médecine navale, t. 44, 1885, p. 447-464 et t. 45, 1886, p. 38-58. Récompensé par le prix Barbier 1885).
- [Heckel & Schlagdenhauffen 1885] Édouard Heckel et Frédéric Charles Schlagdenhauffen, « Le doundaké et la doundakine », La Nature,‎ premier semestre 1885, p. 90 (lire en ligne [sur cnum.cnam.fr]). .

Ignames

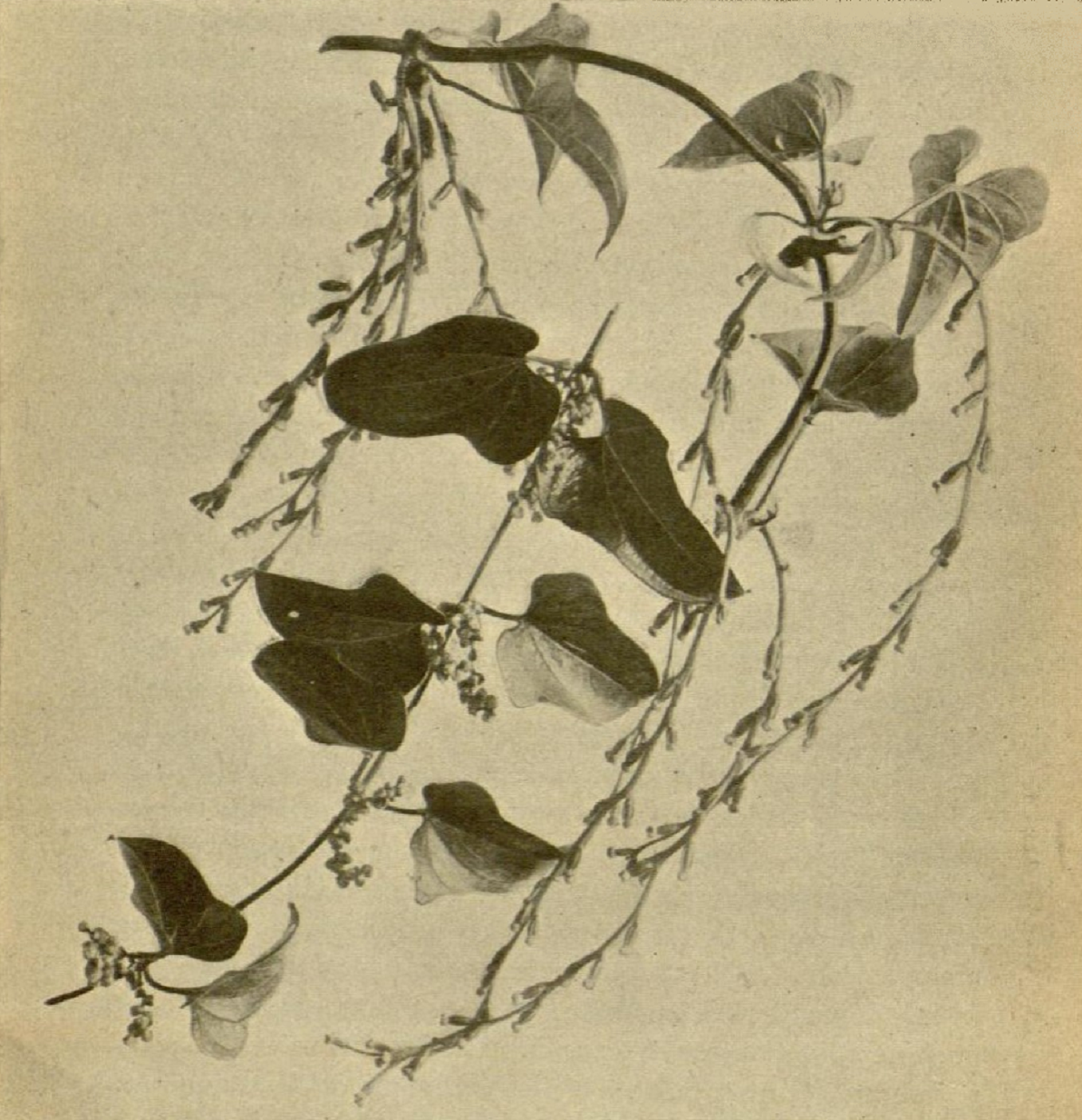
Dioscorea japonica

- [1901] « Sur une nouvelle variété de Dioscorea pentaphylla L. à tubercules ronds, ramassés au bas de la tige, et rouges » (séance du 22 mars 1901), Bulletin de la Société botanique de France, vol. 8, 9e année, 2e fascicule,‎ 1901, p. 97-100 (lire en ligne [sur biodiversitylibrary.org]). .
- [1901] « Sur l'igname plate du Japon (Dioscorea japonica Thunb.) et sur sa culture au jardin colonial de Marseille », Annales de l'Institut colonial de Marseille, vol. 8, 9e année, 2e fascicule,‎ 1901, p. 29-43 (lire en ligne [sur biodiversitylibrary.org]). .
- [1904] « La culture du Dioscorea batatas et la transformation de ses tubercules (fécondation par le Dioscorea batatas du D. japonica) », Bulletin de la Société d'acclimatation de France,‎ août 1904, 51e année, p. 236-241 (lire en ligne [PDF] sur us.archive.org). .

Pomme de terre et autres Solanées tubérifères
- [1890] « Une nouvelle espèce de l'Afrique tropicale, Solanum duchartrei », Revue générale de botanique, t. 2,‎ 1890, p. 49-54 (lire en ligne [sur biodiversitylibrary.org]). .
- [1908] « Sur les origines de la pomme de terre cultivée et sur les mutations gemmaires culturales des Solanum tubérifères sauvages », Annales de la Faculté des sciences de Marseille, t. 16,‎ 1908, p. 103-176 (p. 73 du compteur pdf - cliquer sur le titre dans le menu sur le côté) (lire en ligne [PDF] sur odyssee.univ-amu.fr). .
- [1912] « Sur les Solanum tuberosum L. et S. Maglia Schlecht., et sur les mutations gemmaires culturale entreprises sur les tubercules de ces deux espèces sauvages » (séance du 2 octobre 1912), Bulletin de la Société nationale d'agriculture de France, t. 72,‎ 1912, p. 698-716 (lire en ligne [sur gallica]). .

Autres sur les plantes
- [1875] « De l'huile de Bancoul », C.R. Hebd. Séances Acad. Sci., t. 81,‎ juillet-décembre 1875, p. 371-372 (lire en ligne [sur gallica]). .
- [Heckel & Haller 1876] Édouard Heckel et Albin Haller, « Note sur la Potalia amara Aublet », Journal de pharmacie et de chimie, t. 24, 4e série,‎ septembre 1876, p. 247-250 (lire en ligne [sur gallica]).  (publication faite à Nancy[344]).
- [Heckel, Moursou & Schlagdenhauffen 1882(a)] Édouard Heckel, Joseph Moursou et Frédéric Charles Schlagdenhauffen, « Recherches botaniques, chimiques et thérapeutiques sur les Globulaires », C.R. Hebd. Séances Acad. Sci., t. 95,‎ juillet-décembre 1882, p. 90-93 (lire en ligne [sur biodiversitylibrary.org]). .
- [Heckel, Moursou & Schlagdenhauffen 1882(b)] Édouard Heckel, Joseph Moursou et Frédéric Charles Schlagdenhauffen, « Nouvelles recherches, au point de vue physiologique et thérapeutique, sur les Globulaires », C.R. Hebd. Séances Acad. Sci., t. 95,‎ juillet-décembre 1882, p. 196-198 (lire en ligne [sur biodiversitylibrary.org]). .
- [1883] « Sur la Glaciale (Mesambryanthemum cristallinum L.) », C.R. Hebd. Séances Acad. Sci., t. 96,‎ janvier-juin 1883, p. 592-594 (lire en ligne [sur gallica]). .
- [1884] « L'évolution comparée dans le règne animal et dans le règne végétal », Journal d'histoire naturelle de Bordeaux et du Sud-Ouest, no 10 (3e année),‎ octobre 1884, p. 139-146 (lire en ligne [sur gallica]). .
- [Heckel & Chareyre 1885] Édouard Heckel et Jules Chareyre, « Les algues au point de vue évolutif », Journal de Micrographie, t. 9,‎ août 1885, p. 452-458 et 508-510 (lire en ligne [sur biodiversitylibrary.org]). .
- [Heckel & Chareyre 1885] Édouard Heckel et Jules Chareyre, « Des champignons au point de vue évolutif », Bulletin de la Société mycologique de France, no 2,‎ août 1885, p. 135-173 (lire en ligne [sur gallica]). .
- [Heckel & Schlagdenhauffen 1888(a)] Édouard Heckel et Frédéric Charles Schlagdenhauffen, « Nouvelles recherches chimiques et thérapeutiques sur le Baobab (Adansonia digitata L.) » (à suivre), Les nouveaux remèdes, t. 4, no 17,‎ 8 septembre 1888, p. 385-396 (lire en ligne [sur gallica]). .
- [Heckel & Schlagdenhauffen 1888(b)] Édouard Heckel et Frédéric Charles Schlagdenhauffen, « Nouvelles recherches chimiques et thérapeutiques sur le Baobab (Adansonia digitata L.) » (suite et fin), Les nouveaux remèdes, t. 4, no 21,‎ 8 novembre 1888, p. 481-493 (lire en ligne [sur gallica]). .

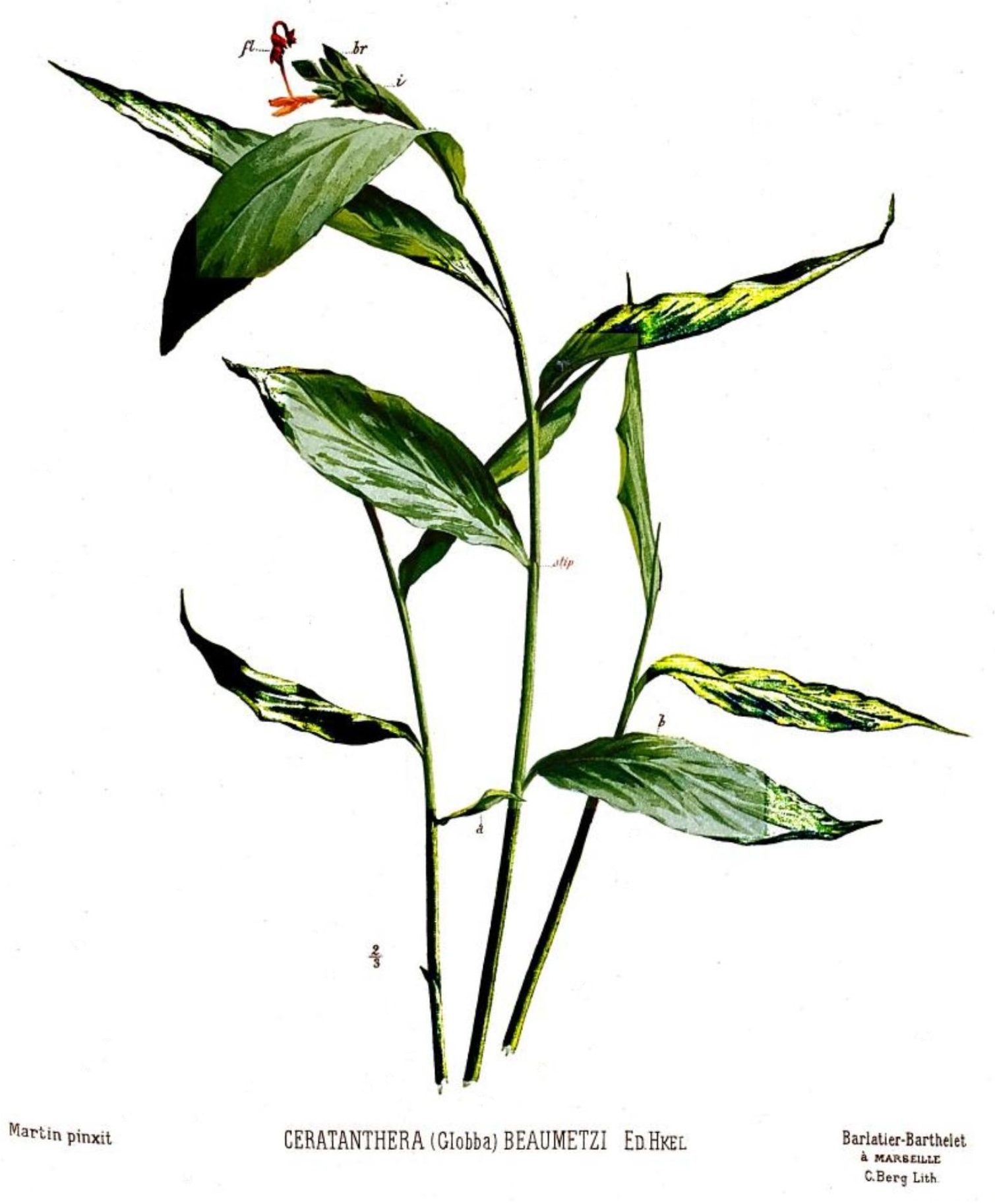
Dadi-go (Aframomum exscapum)

- [1891] « Contribution à l'étude de l'état cléistogamique. Sur le Dadi-go ou Balancounfa (Ceratanthera Beaumetzi Ed. Heckel). Plante nouvelle cléistogame et distopique, usitée come tænifuge sur la côte occidentale de l'Afrique tropicale », Annales de la Faculté des Sciences de Marseille, t. 1,‎ 1891, p. 19-46 (lire en ligne [sur books.google.fr]). . [Note : le dadigo ou dadigogo est le nom soussou pour l'Aframomum cuspidatum (voir Essai sur la flore de la Guinée Francaise, p. 326), synonyme de Aframomum exscapum (Sims) Hepper.]
- [1891] « Un médicament nouveau : de l'emploi des feuilles du Combretum Raimbaultii Heckel contre la fièvre bilieuse hématurique des pays chauds » (Kinkelibah), Répertoire de pharmacie, t. 3, 3e série,‎ 1891, p. 246-254 (présentation en ligne, lire en ligne [sur archive.org]). .
- [1892] « Mémoire sur le Kinkélibah (Combretum Raimbaultii E. Heck.) », Répertoire de pharmacie,‎ 1892. .
- [Heckel & Schlagdenhauffen 1893] Édouard Heckel et Frédéric Charles Schlagdenhauffen, « Sur le Copaifera salikounda Heckel, de l'Afrique tropicale, et sur ses graines à coumarine (Salikounda des peuples Soussous) au point de vue botanique et chimique, comparaison avec la fève de Tonka », Annales de la faculté des sciences de Marseille, t. 3,‎ 1893, p. 1-19 (5e étude) (lire en ligne [PDF] sur odyssee.univ-amu.fr). .
- [1893] « Coup d'œil sur la flore générale de la baie de Prony (Nouvelle-Calédonie Sud-Ouest) et sur sa distribution en zones », Annales de la faculté des sciences de Marseille, t. 2,‎ 1892, p. 101-163 (lire en ligne [PDF] sur odyssee.univ-amu.fr). .
- [1893] « Sur les végétaux qui produisent le beurre et pain d'« O'Dika » du Gabon-Congo, et sur les arbres producteurs de la graine et du beurre de « Caÿ-Caÿ » de Cochinchine et du Cambodge. Valeur comparée de ces deux produits », 2e mémoire des annales du Musée et de l'institut colonial de Marseille,‎ 1893 (réimpr. 2013, hachette), p. 1-31 (présentation en ligne, lire en ligne [sur biodiversitylibrary.org]). .
- [Heckel, Schlagdenhauffen & Moursou 1894] Édouard Heckel, Charles Frédéric Schlagdenhauffen et Joseph Moursou, « Étude monographique de la famille des Globulariées au point du vue botanique, chimique & thérapeutique. Essai de classification histotaxique. Thérapeutique et matière médicale des Globulariées et principalement de la Globulaire Turbith », Annales de la faculté des sciences de Marseille, t. 3 (supplément),‎ 1894, p. 1-36 + LXV + 6 planches (lire en ligne [sur books.google.fr]). .
- [1898] « Suif de Virola michelii Heckel de la Guyane française », Annales de l'institut colonial français, vol. 5 (6e année), no 1,‎ 1898, p. 118-121 (lire en ligne [PDF] sur odyssee.univ-amu.fr). .
- [1899] « Sur le parasitisme du Ximenia americana L. » (séance du 29 mai 1899), C.R. Hebd. Séances Acad. Sci., t. 128,‎ janvier-juin 1889, p. 1352-1353 (lire en ligne [sur gallica]). .
- [1900] « Sur l'Ilondo des M'Pongués ou Enzèmazi des Pahouins, nouvelle espèce du genre Dorstenia au Congo français » (séance du 27 juillet 1900), Bulletin de la Société botanique de France, t. 47 (3e série, t. 7),‎ 1900, p. 260-261 (lire en ligne [sur biodiversitylibrary.org]). .
- [1901] « Sur quelques cultures tropicales tentées en pleine terre au jardin colonial de Marseille », Revue des cultures coloniales, t. 8, no 73,‎ 20 mars 1901, p. 161-168 (lire en ligne [sur gallica]). .
- [Heckel & Schlagdenhauffen 1901] Édouard Heckel et Frédéric Charles Schlagdenhauffen, « Sur le Dorstenia Klaineana, lierre du Gabon, et sur la composition chimique de sa racine comparée à celle du Dorstenia Brasiliensis Lam. » (séance du 2 décembre 1901), C.R. Hebd. Séances Acad. Sci., t. 133,‎ 1901, p. 940-942 (lire en ligne [sur gallica]). .
- [1902] « Sur une nouvelle plante fébrifuge nommée Chuquirua par les indiens du Pérou et de l'équateur (Lychnophora van isschoti Heckel) », Revue des cultures coloniales, t. 11, 6e année, no 109,‎ 20 septembre 1902, p. 161-163 (lire en ligne [sur gallica]). .
- [1904] « Nouvelles observations sur les cultures exotiques au jardin colonial du parc Borély, relevées pendant la campagne de l'année 1903 », Revue des cultures coloniales, t. 14, 8e année, no 141,‎ 20 janvier 1904, p. 39-43 (lire en ligne [sur gallica]). .
- [1910] « Les plantes utiles de Madagascar » (catalogue alphabétique des plantes utiles et en particulier des plantes médicinales et toxiques de Madagascar avec leurs noms malgaches et leurs emplois), Annales du Muśee colonial de Marseille, vol. 8 (série 2),‎ 1910, p. 1-372 (lire en ligne [sur biodiversitylibrary.org]). .
- [1911] « Sur le genre Spermolepis de la Nouvelle Calédonie et ses rapports avec le genre Schizocalyx » (séance du 31 juillet 1911), C.R. Hebd. Séances Acad. Sci., t. 153,‎ juillet-décembre 1911, p. 321 (lire en ligne [sur gallica]).
- [Heckel 1912] « Nouvelles observations sur les plantes de Nouvelle-Calédonie », Annales du muśee colonial de Marseille, t. 10, série 2,‎ 1912, p. 205-285 (à suivre) (lire en ligne [sur biodiversitylibrary.org]). .

#### Articles dans leDictionnaire encyclopédique des sciences médicales(Dechambre)
- Eucalyptus, section « Emploi médical »[345]
- Fontainea Pancheri (Heckel)[346]
- Globulaire[347]
- Grenadier, Grenade, section « Matière médicale et thérapeutique »[348]
- Hydrastie[349]
- Hydrastis, section "Emploi"[350]
- Icaja[351]
- Inée[352]
- Jaune (Liane)[353]
- Jériquity[354]
- Kaï-Meuou[355]
- Kola[356]
- Potalia[357]
- Sulfuraires[358]
- Thapsia[359]
- Télo[360]
- Ulothrix[361]
- Valériane, section « Matière médicale et thérapeutique »[362]
- Verveine, section « Emploi »[363]
- Vincétoxine[364]

### Médecine hors les plantes
- [1887] « Sur l'emploi du sulfibenzoate de soude dans le pansement des plaies comme agent antiseptique » (séance du 7 novembre 1887), C.R. Hebd. Séances Acad. Sci., t. 135,‎ juillet-décembre 1887, p. 896-898 (lire en ligne [sur gallica]). .

Traitement de la morue rouge
- [1886] « La morue rouge », La Nature - revue des sciences illustrées, no 691,‎ 28 août 1886, p. 202-203 (lire en ligne [sur gallica]). .
- [1887] « Note sur la cure radicale de la morue rouge » (séance du 6 avril 1887), Bulletin de la Société nationale d'agriculture, t. 89,‎ 1887, p. 4-11 (lire en ligne [sur books.google.fr]).
- [1887] « Traitement curatif de la Morue rouge dont l'ingestion occasionne de véritables empoisonnements », Archives de médecine navale, t. 48,‎ 1887, p. 151-158 (lire en ligne [sur archive.org]). . (prix Monthyon, Arts insalubres, 1887)

### Travaux sur les animaux
- [1876] « Étude sur le gorille du musée de Brest », Revue d'anthropologie, t. 5, 1re série,‎ 1876, p. 1-20 (lire en ligne [sur gallica]).  (publication faite à Nancy[344]).

Publications sur l'aspect colonial
- [1898] « Sur la situation agricole et industrielle de nos vieilles colonies françaises. Cultures coloniales, direction à leur donner », Revue des cultures coloniales, t. 3, 2e année, no 16,‎ 5 septembre 1898, p. 67-69 (lire en ligne [sur gallica]). .
- [1898] « Encouragement à donner aux entreprises coloniales. Questions de botanique appliquée à mettre à l'étude » (caoutchouc et graines grasses), Bulletin de la Société nationale d'acclimatation de France,‎ 1898, p. 201-202 (lire en ligne [sur gallica]). .
- [1898] « Les cultures de caoutchouc coloniales », Revue des cultures coloniales, t. 2, no 11,‎ 5 avril 1898, p. 102-104 (lire en ligne [sur gallica]).  (reproduit dans la Revue générale des sciences pures et appliquées, t. 9, n° 7, 15 avril 1898, p. 263-265).
- [1898] « Sur l'introduction et la culture des Araucarias dans nos colonies francaises tropicales : valeur commerciale et industrielle de leurs produits », Revue des cultures coloniales, t. 2, no 13,‎ 5 juin 1898, p. 161-165 (lire en ligne [sur gallica]). .
- [Heckel et al. 1900] Édouard Heckel, Henri Jumelle, Hubert Jacob de Cordemoy, Louis Laurent (professeurs attachés à cet institut) et Philippe Eberlin (conservateur du musée), L'Institut et le Musée colonial de Marseille (notice), Paris, impr. typographique Henri Robergue, 1900, 108 p. (lire en ligne [sur biodiversitylibrary.org]). .
- [1900] « Rapport à Monsieur le Maire sur la situation du jardin botanique de la ville (parc Borély) en fin 1899 » (fait le 30 octobre 1899), Annales de la Faculté des sciences de Marseille, t. 10, fasc. 4,‎ 1900, p. 101-125 (lire en ligne [PDF] sur odyssee.univ-amu.fr).
- [1902] « Projet d'une exposition coloniale et d'un congrès colonial international à Marseille en 1905 », Bulletin de la Société de géographie de Marseille, t. 26, no 1,‎ quatrième trimestre 1902, p. 393-398 (lire en ligne [sur gallica]). .
- [1904] De la colonisation et des droits des peuples conquis (discours prononcé le 6 novembre 1904 à la distribution des prix de la Faculté marseillaise libre de Droit, et allocution de M. le doyen Autran, lors de la Séance solennelle de rentrée), Marseille, éts Moullot fils aîné, 1904, 15 p. (OCLC 245385703, lire en ligne [sur odyssee.univ-amu.fr]). .
- [Heckel & Mandine 1907] Édouard Heckel et Cyprien Mandine, Exposition coloniale de Marseille, 1906. L'Enseignement colonial en France et à l'étranger, Marseille, impr.-éd. Barlatier, 1907, 198 p. (OCLC 260258792, présentation en ligne, lire en ligne [PDF] sur odyssee.univ-amu.fr).
- [1907] Rapport sur l'organisation de l'enseignement colonial dans les Universités françaises (Congrès national des sociétés de géographie), Marseille, impr. Barlatier, 1898, 11 p. (BNF 30585365).

### Traductions
Selon ses propres termes, Heckel supervise les traductions (plutôt que de traduire lui-même).
- [Darwin 1876 / Heckel 1877] Charles Darwin (trad. Éd. Heckel), Des effets de la fécondation croisée et de la fécondation directe dans le règne végétal [« The Effects of Cross and Self Fertilization in the Vegetable Kingdom (1876) »], Paris, impr.-éd. C. Reinwald et Cie, 1877, 496 p. (lire en ligne [sur gallica]).
- [Darwin 1877 / Heckel 1878] Charles Darwin (trad. Éd. Heckel), Des différentes formes de fleurs dans les plantes de la même espèce [« The different forms of flowers on plants of the same species (1877) »], Paris, impr.-éd. C. Reinwald et Cie, 1878, 361 p. (lire en ligne [sur gallica]).
- [Darwin 1880 / Heckel 1882] Charles Darwin (trad. Éd. Heckel), La faculté motrice dans les plantes [« The Power of Movement in Plants (1880) »], Paris, impr.-éd. C. Reinwald et Cie, 1882, 599 p. (lire en ligne [sur gallica]).

Préfaces
- [Chevalier 1902] Auguste Chevalier (préf. Édouard Heckel), « Un voyage scientifique à travers l'Afrique occidentale. Soudan français, Sénégal, Casamance », Annales de l'Institut colonial de Marseille, t. 9,‎ 1902, p. 1-159 + 8 pl. (lire en ligne [PDF] sur odyssee.univ-amu.fr, consulté en septembre 2023).
- [Pasquier 1907] Pierre Pasquier (préf. Édouard Heckel, introduction), L'Annam d'autrefois : essai sur la constitution de l'Annam avant l'intervention française, Paris, Société d'éditions géographiques, maritimes et coloniales, 1907 (réimpr. 1930), 338 p. (lire en ligne [sur gallica]).